# Musaeum Tradescantianum

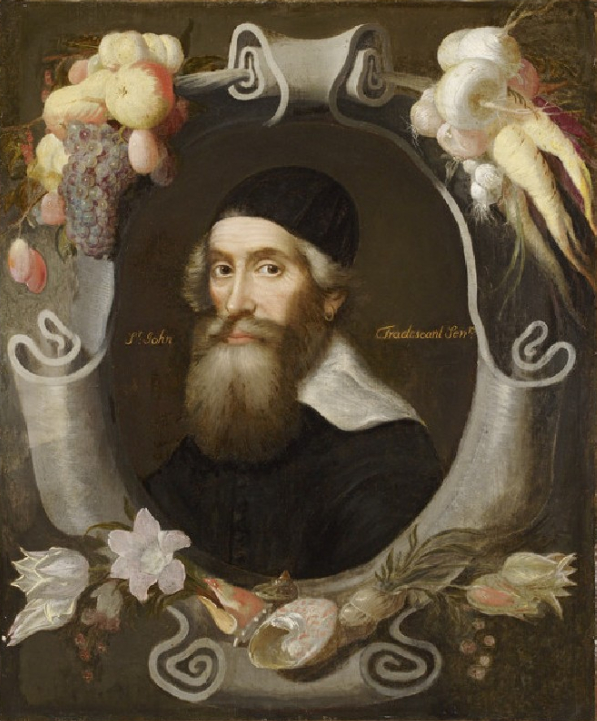
John Tradescant der Ältere (Porträt Cornelis de Neve zugeschrieben, 17. Jahrhundert)

Das Musaeum Tradescantianum war im 17. Jahrhundert das erste öffentliche Museum in England. Es befand sich in South Lambeth, Surrey. Die Sammlung bestand aus Kuriositäten, die von John Tradescant dem Älteren und seinem Sohn, John Tradescant dem Jüngeren in einem als The Ark (deutsch: „die Arche“) bezeichneten Gebäude ausgestellt wurden, und einer botanischen Sammlung im Garten des Grundstücks.
Das Musaeum Tradescantianum oder Tradescants’ Ark war nicht nur der Bevölkerung Londons, sondern weiten Teilen der gebildeten Schicht Englands bekannt. Es wurde wiederholt in Gedichten genannt und zog Gelehrte aus ganz Europa an. Seine Pflanzenliste von 1634 ist als Unikat eine der seltensten botanischen Veröffentlichungen und der Katalog von 1656 war die erste englischsprachige Publikation über ein Museum. Nach dem Tod der Tradescants wurde die Sammlung des Musaeum Tradescantianum den Grundstock für das 1683 eröffnete Ashmolean Museum.

## Lage und Zeit des Bestehens
Das Musaeum Tradescantianum stellte die zwischen etwa 1610 und 1662 von den beiden John Tradescant zusammengetragenen Pflanzen und Gegenstände aus. Das im Volksmund als Tradescant’s Ark bezeichnete Gebäude mit der Sammlung, in dem die Familie Tradescant selbst ab 1628 lebte, befand sich in South Lambeth. Heute ist dies der von der South Lambeth Road und der Tradescant Road umschlossene Bereich der Londoner Stadtteile Stockwell und Vauxhall im Borough of Lambeth. Zum Gebäude gehörten ein Garten von etwa 4.000 Quadratmetern und ein Obstgarten von weiteren 8.000 oder mehr Quadratmetern. Die im Garten herangezogenen Pflanzen stammten aus zahlreichen Ländern und gehörten zum Sammlungsbestand des Musaeum. Es existiert eine gedruckte Liste der ausgestellten Pflanzen aus dem Jahr 1634. Das Musaeum war ab 1661 nicht mehr öffentlich zugänglich. 1683 wurden die Sammlungsstücke in das neu erbaute Ashmolean Museum in Oxford gebracht.

## Frühere Kuriositätenkabinette

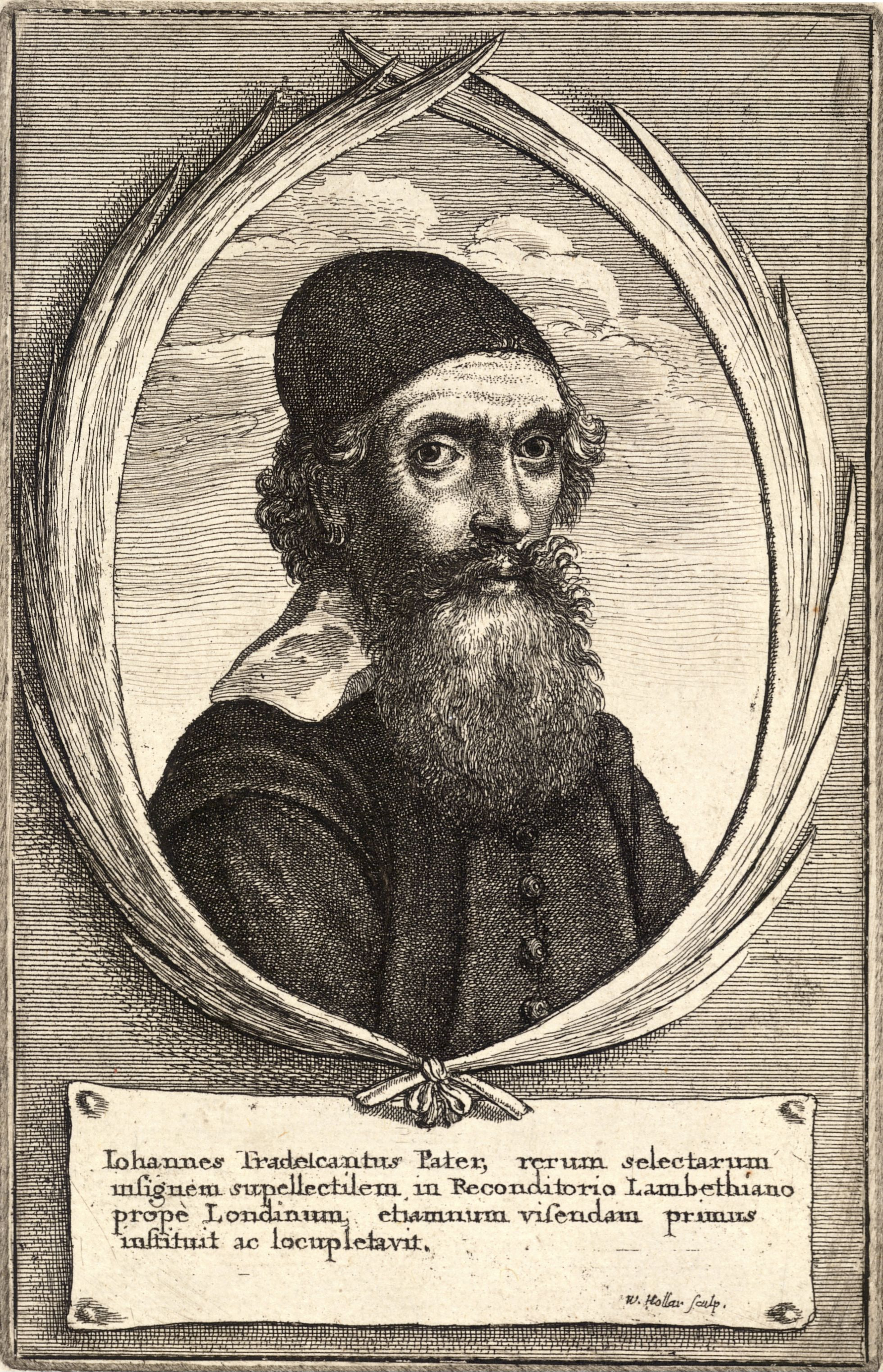
John Tradescant der Ältere (Stich von Wenzel Hollar, 17. Jahrhundert)

Kuriositätenkabinette gab es bereits in der Antike. Schriftsteller wie Homer, Cicero und andere beschrieben private Schatzkammern. Typische Motive waren Rücklagen für Notzeiten oder das Anhäufen von Wertgegenständen als Statussymbol. Im Mittelalter waren bedeutende Sammlungen jene der katholischen Kirche, die häufig in Klöstern oder unzugänglichen Räumen in Kirchen untergebracht waren und kostbares sakrales Gerät, Handschriften oder Reliquien enthalten konnten. Aus ihnen gingen die ebenfalls verborgen gehaltenen Wunderkammern der weltlichen Herrscher hervor. Im 13. und 14. Jahrhundert wurden solche Sammlungen, auf engem Raum zusammengetragen, in Frankreich und Italien als „Studio“ bezeichnet. Später kamen im deutschsprachigen Raum Begriffe wie „Kunstkammer“, „Wunderkammer“ und „Schatzkammer“ auf.
Zwei Beispiele fürstlicher europäischer Wunderkammern des 16. Jahrhunderts waren die Kunstkammer von Albrecht V. von Bayern in München und die Kunst- und Wunderkammer von Kaiser Rudolf II. in Prag. Zu dieser Zeit war das Einrichten von Kuriositätenkabinetten in den Fürstenhäusern des kontinentalen Europa bereits weit verbreitet und bald kamen, auch begünstigt durch die großen Entdeckungsreisen, Eroberungen und den Handel zwischen den Kontinenten, Sammlungen der Gelehrten und wohlhabender Kaufleute hinzu. England folgte diesen Beispielen lange nicht, doch Francis Bacon beschrieb in seinem Schauspiel Gesta Grayorum, or, the History of the High and Mighty Prince, Prince Henry of Purpoole von 1594 bereits vier Hilfsmittel für das Studium der Natur: eine Bibliothek, einen botanischen und zoologischen Garten, ein großes Kabinett mit von Menschen geschaffenen Werken der Kunst und Technik und eine gut ausgestattete Werkstatt oder ein Labor.
Das erste nichtöffentliche Kuriositätenkabinett in England richtete an der Wende vom 16. zum 17. Jahrhundert Walter Cope im heutigen Holland House ein. Cope nutzte bei seinen Reisen nach Indien die Gelegenheiten zum Aufbau seiner Sammlung von Kuriositäten, die wie später das Musaeum Tradescantianum Objekte aus der Natur und Artefakte aus fremden Ländern umfasste. Walter Cope war ein enger Freund von Robert Cecil, 1. Earl of Salisbury, einem späteren Arbeitgeber Tradescants des Älteren. Dass Cope und Tradescant einander bekannt waren, ist durch eine Rechnung über die Beschaffung von Pflanzen im Wert von 38 Pfund belegt, die Tradescant 1611 für Cope aus Leiden mitbrachte.
Die Sammlungen boten ihren Besitzern oder den Personen, die sie zusammenstellten, die Möglichkeit zum sozialen Aufstieg, bis hin zum gesellschaftlichen Umgang mit regierenden Fürsten oder der Aufnahme in den Adelsstand. Die mit der Unterhaltung und Erweiterung königlicher Sammlungen befassten Forscher konnten am Hof Positionen erreichen, zu denen sie ohne adelige Herkunft oder akademische Ausbildung sonst keinen Zugang hatten. Das private Kuriositätenkabinett im Haus Walter Copes wurde von Christian IV. von Dänemark und Norwegen besucht. Auch John Tradescant nutzte die Möglichkeit, mit seiner Sammeltätigkeit die Schranken seiner Zugehörigkeit zur bürgerlichen Gesellschaft zu überwinden.
Den frühen Kuriositätenkabinetten war gemeinsam, dass sie den Reichtum der Besitzer, aber auch deren Streben nach Erkenntnis zum Ausdruck brachten und dass sie nur den Fürsten und ihrem engsten sozialen Umfeld zugänglich waren. Der private Charakter kam auch darin zum Ausdruck, dass diese Sammlungen meist in Räumen ohne ersichtliche Ordnung untergebracht waren, bis zur Decke aufgestapelt und unter Ausnutzung auch der kleinsten verfügbaren Fläche. Die seltenen Besucher benötigten stets die Begleitung des Sammlers, um eine sachkundige Beschreibung der Objekte zu erhalten oder sie auch nur zu identifizieren.
Das Musaeum Tradescantianum unterschied sich als öffentlich zugängliche Sammlung ganz erheblich von den privaten Wunderkammern und Naturalienkabinetten. Zu den Besuchern gehörten nicht mehr nur der kleine Kreis interessierter Adeliger, Wissenschaftler oder anderer Angehöriger der Oberschicht, sondern auch gewöhnliche Menschen, die gegen ein Eintrittsgeld Zugang erhielten. Mit der Abkehr vom Privaten und von der persönlichen Unterweisung durch den Besitzer der Sammlung war auch die Notwendigkeit verbunden, die ausgestellten Objekte in eine für die Besucher nachvollziehbare Ordnung zu bringen. Zur Erläuterung der Sammlungsstücke ließen die Tradescants ein Buch drucken, in dem die im Garten ausgestellten exotischen Pflanzen beschrieben wurden. Das Musaeum Tradescantianum war auch die erste Sammlung von Raritäten, die "Museum" genannt wurde. Diese Bezeichnung war zuvor nur für Sammlungen von Kunstwerken verwendet worden, erstmals für die Uffizien in Florenz.

## Aufbau und Umfang der Sammlung

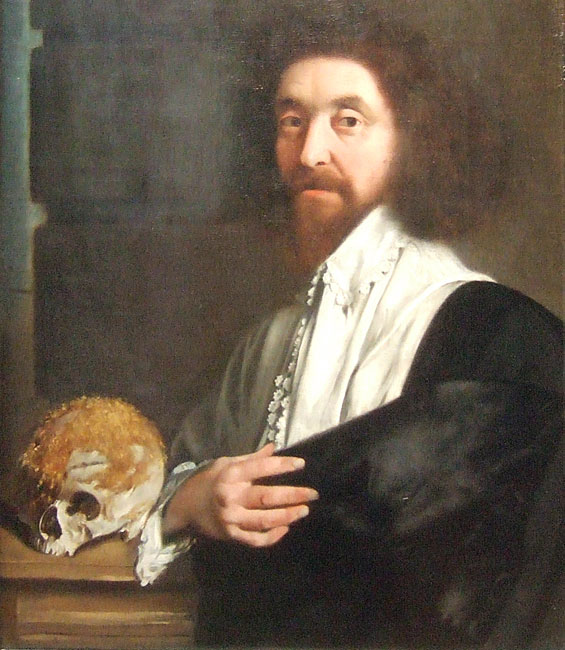
John Tradescant der Jüngere (Thomas De Critz zugeschrieben, 1652)

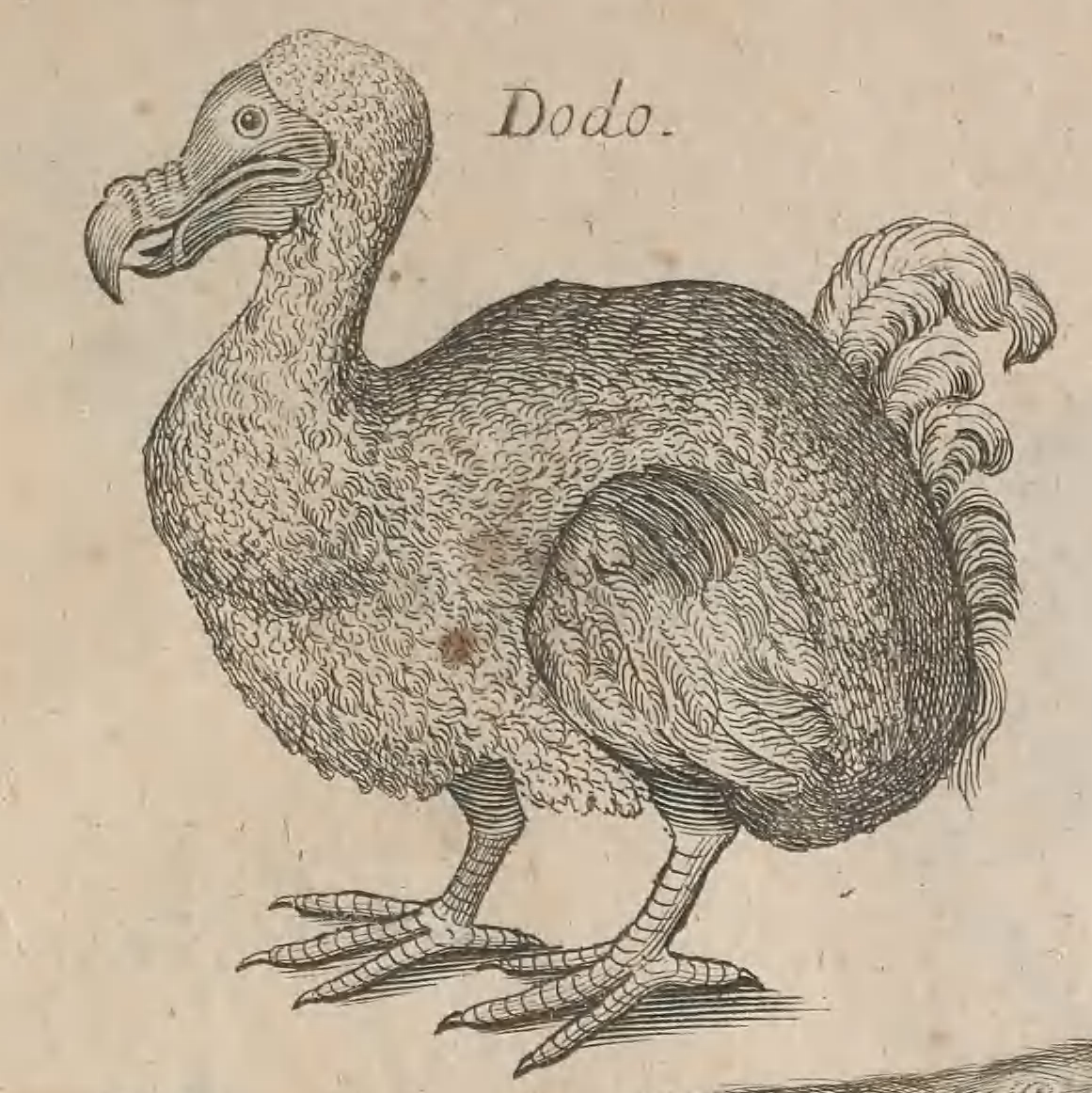
Dodo, Abbildung aus Ornithologiae libri tres von Francis Willughby, 1678

Die Tradescants unterschieden in ihrer Sammlung zwischen natürlichen Objekten („Naturalia“) und von Menschen hergestellten („Artificialia“). Die Kategorie der Naturalia war weiter in Vögel, vierfüßige Tiere, Fische, Schalentiere, Insekten, Mineralien und ausländische Früchte unterteilt. Die Artefakte gliederte Tradescant in Werkzeuge, Haushaltsgegenstände, Kleidung, Waffen, seltene Kunstwerke, Münzen und Medaillen, Kameen und Gemmen, medizinische Instrumente, ägyptische und römische Antiken, orientalische Kalligrafien, Federschmuck und Objekte von fremden Völkern. Dabei wurden die Sammlungsgegenstände weniger nach ihrer Herkunft als nach ihrer Funktion zusammengefasst. Eine Auflistung in dem 1656 erschienenen Katalog der Sammlung enthielt z. B. "12 Bögen, 20 Pfeile, 12 Köcher, 60 Wurfpfeile aus Indien, China, Kanada, Virginia, Guinea, der Türkei und Persien". Das Grundstück mit seinen zahlreichen seltenen und exotischen Pflanzen war Bestandteil des Museums und der Museumskatalog von 1656 führte zahlreiche Pflanzen des Gartens auf.
Versuchten die Tradescants einerseits, ihre Objekte geordnet zu präsentieren und dafür eine Systematik zu entwickeln, so waren sie andererseits darauf bedacht, für ihre Sammlung gezielt die größten Raritäten zu beschaffen. So fanden nicht nur neu entdeckte oder noch nie in Europa gezeigte Vogelarten wie der Dodo, ein Tukan und Paradiesvögel ihren Weg in das Musaeum Tradescantianum. Der ältere Tradescant warb in einem Aufruf an Handelsreisende von 1625 gezielt um das Riesenhafte, den größten zu beschaffenden Kopf eines Elefanten oder einer Seekuh, die größten Schalentiere, große fliegende Fische und alles andere „Sonderbare“.
Bereits 1634 hatte die Sammlung einen großen Umfang erreicht, der Handelsreisende Peter Mundy benötigte einen ganzen Tag für die Besichtigung. Er nannte in seiner Beschreibung Vögel, vierfüßige Tiere, Fische, Schlangen, Würmer ("echte, obgleich tot und vertrocknet"), edle Steine, Waffen, Münzen, Muscheln und Federn (an dieser Stelle nicht als natürliche Erscheinungen, sondern als Teil von Kleidung und Nutzgegenständen) aus verschiedenen Ländern, dazu verschiedene Schnitzereien, wie einen Kirschkern mit 88 eingeschnitzten Porträts früherer Kaiser sowie Gemälde. Mundy war "fast davon überzeugt", dass hier an einem Ort mehr Kuriositäten versammelt seien, als ein Mann in einem ganzen Leben auf Reisen zu sehen bekäme.
Um 1650 enthielt das Musaeum Tradescantianum Objekte aus der gesamten bekannten Welt, wobei die Kontinente in unterschiedlichen Maß berücksichtigt waren. Die meisten Sammlungsstücke kamen aus Amerika und Asien, Kontinenten, zu denen England einen intensiven Handelsverkehr unterhielt und in denen englische Niederlassungen bestanden. Wegen der nicht so gut ausgebildeten Handelsbeziehungen war Afrika schlechter vertreten. Die Raritäten afrikanischer Herkunft stammten überwiegend aus Westafrika, zwischen den Flüssen Senegal und Kongo. Aus Ostafrika und dem Stillen Ozean kamen die wenigsten Stücke.
Etliche der im Musaeum Tradescantianum ausgestellten Objekte spiegeln den Aberglauben der damaligen Zeit wider. Im Bestand des Ashmolean Museum wurde in einem Manuskript von 1756 ein deformierter menschlicher Oberschenkelknochen aufgeführt, der aus dem Besitz von John Tradescant stammen sollte. Dieser "Oberschenkelknochen eines Riesen" wurde in Tradescants Katalog von 1656 noch nicht genannt. Die Naturalia boten weitere aus heutiger Sicht dubiose Objekte, bei den Tieren mehr als bei den Pflanzen. So werden im Katalog „diverse Eier“ aufgeführt, die meisten Vögeln zugeordnet, aber auch eines "das von einem Drachen stammen soll", und "Ostereier der Patriarchen von Jerusalem". Hinzu kommen zwei Federn "vom Schwanz des Phönix", und die Krallen des "Vogels Roch, der einen Elefanten festhalten kann".
Das Musaeum Tradescantianum wurde wegen der Einzigartigkeit vieler seiner Sammlungsstücke unter den Gelehrten des 17. Jahrhunderts bekannt, die die Museumsbestände für ihre Forschungen nutzten. 1676 erschien die fünfte Auflage des Compleat Angler von Izaak Walton, in dem er auch Fische und andere Tiere aus dem Musaeum Tradescantianum beschrieb. John Ray besuchte das Museum, um bei der Vorbereitung des 1678 posthum veröffentlichten ornithologischen Werks Ornithologiae libri tres von Francis Willughby einen Abgleich der Angaben im Buch mit dem nur im Musaeum Tradescantianum vorhandenen Dodo und anderen Vögeln vorzunehmen.
Der Einteilung der Sammlungsobjekte, wie sie von den Tradescants vorgenommen wurde, folgte noch 1727, fast ein Jahrhundert später, Kaspar Friedrich Jencquel, Angehöriger einer Hamburger Senatorenfamilie, in seinem Buch Museographia. Anleitung zum rechten Begriff und nützlicher Anlegung der Museorum bis ins Detail.

## Bedeutende Ausstellungsstücke

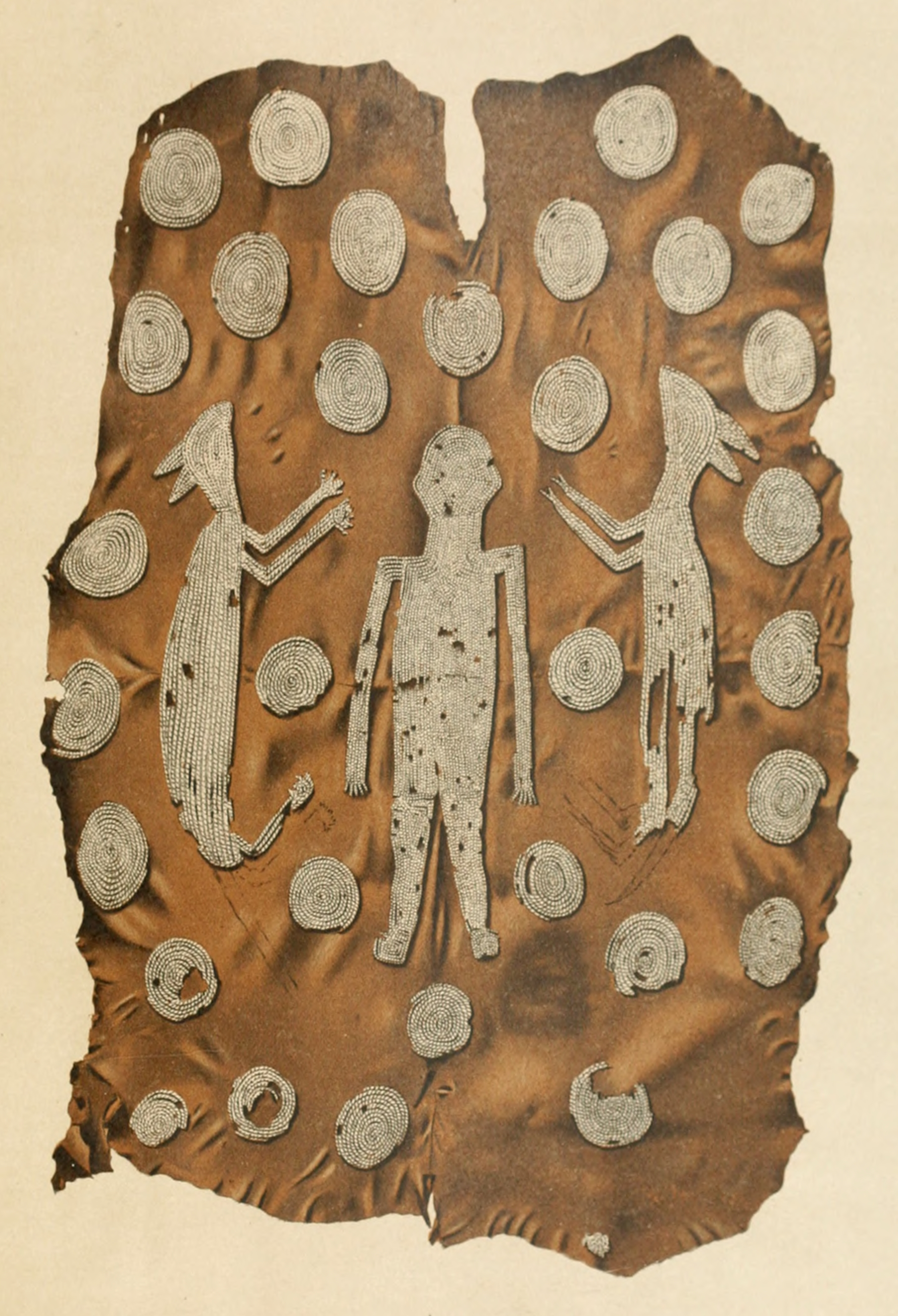
Powhatans Umhang, heute im Ashmolean Museum, Oxford

Im Juli 1638 besuchte der 22-jährige Jurist und spätere Nürnberger Ratsherr Georg Christoph Stirn London und das Musaeum Tradescantianum. Seine tagebuchartigen Aufzeichnungen sind als Manuskript in der Bodleian Library erhalten. Stirn liefert eine umfangreiche Beschreibung der Sammlung, mit der Aufzählung zahlreicher Exponate. Zu den von Stirn aufgeführten Sammlungsstücken gehörten im Garten zwei Rippen eines Wales, ein kleines Boot aus Baumrinde indianischer Herkunft und viele Arten exotischer Pflanzen. Im Naturalienteil waren ein Salamander, ein Chamäleon, ein Pelikan, ein Flughund, bunte Vögel aus Indien, Versteinerungen, ein Affenkopf, Muscheln und Schnecken, die Hand einer Mumie, ein Krötenfisch, ein großer magnetischer Stein und vieles mehr aufgeführt. Die von Stirn aufgezählten Artefakte umfassten unter anderem Wachsobjekte, Edelsteine, Münzen, ein Bild aus Federn, ein Stück vom Heiligen Kreuz, verschiedene optische Spielereien, alte Buchmalereien, türkische und andere ausländische Schuhe und Stiefel, indianische Pfeile, ein jüdisches Beschneidungswerkzeug, Kleidungsstücke und Pfeifen.

### Naturalia
Herausragende Objekte im Bereich der Naturalia waren im Katalog John Tradescants von 1656 ein ausgestopfter Dodo, möglicherweise das 1638 lebend in London vorgeführte Tier, ein Tukan "mit einem vier Zoll langen und fast zwei Zoll breiten Schnabel wie ein Türkenschwert", und mehrere der seinerzeit sehr begehrten Paradiesvögel, "einige mit und einige ohne Beine". Im 17. Jahrhundert war es eine gängige Vorstellung, hervorgerufen durch die Ankunft beschädigter Bälge in Europa, dass manche Paradiesvögel keine Beine hätten. Auch das Horn eines Einhorns wurde präsentiert, dabei handelte es sich tatsächlich um den Stoßzahn des seinerzeit kaum bekannten Narwals.

### Virginia-Algonkin
Bei den Artificialia sind mehrere indianische Kleidungsstücke aus Virginia genannt, dabei Stücke aus Bärenfell, ein federgeschmückter Umhang und ein dem Häuptling Wahunsonacock (Powhatan), dem Vater von Pocahontas, zugeschriebener Umhang (Pohatan, King of Virginia’s habit all embroidered with shells, or Roanoke). Dieser lederne Umhang misst etwa 2,35 mal 1,60 Meter und besteht aus vier zusammengenähten gegerbten Hirschhäuten. Er ist mit 37 Figuren und Ornamenten aus aufgenähten Meeresschnecken verziert, die wahrscheinlich einer nicht näher zu bestimmenden Art der Gattung Marginella (Gastropoda: Marginellidae) zugehören, und von den Virginia-Algonkin als Roanoke bezeichnet wurden. Von diesen Objekten sind nur wenige heute noch erhalten, darunter der heute im Ashmolean Museum ausgestellte Umhang des Powhatan als ein besonders wertvolles Zeugnis indianischer Kultur. Das von Stirn 1638 genannte kleine Boot aus Birkenrinde wurde im Katalog von 1656 nicht erwähnt, es befindet sich heute im Pitt Rivers Museum.

### Grönland
Ein weiteres Kanu wurde hingegen mit der Angabe „An.o -76“ aufgeführt. Daraus schließen einige Autoren einen Zusammenhang mit der Gefangennahme eines Inuit, den Martin Frobisher im Jahr 1576 von Baffin Island nach England brachte. Der Katalog nennt weitere Objekte der Inuit, so Stiefel, Schuhe und einen Match-coat from Greenland of the Intrails of Fishes. Die Bezeichnung „Match-coat“ ist die Anglisierung des Wortes machicote oder majigoode aus einer Algonkin-Sprache und bezeichnet eigentlich ein Kleid. Tradescant verwendet den Begriff hier für einen Anorak der Inuit, gefertigt aus den Innereien von Fischen.

### Russland
Die „Jacke des Herzogs des Zarentums Russland“ aus dem Katalog war eine reich geschmückte Jacke, die Tradescant der Ältere 1618 mit weiteren russischen Kleidungsstücken von seiner Reise nach Archangelsk mitgebracht haben könnte. Sie stammte dann möglicherweise von Prinz Andreas Wassiljewitsch Khilkov, einem Angehörigen der Rurikiden und seinerzeit der einzige „Herzog“ in Archangelsk. Allerdings ist aus dem von Tradescant hinterlassenen Reisebericht nur belegbar, dass er während der Reise Vögel gefangen und ihre Bälge präpariert hat. Alle anderen Objekte aus Russland und Nordeuropa können auch zu einem späteren Zeitpunkt gekauft worden oder als Geschenk in die Sammlung gelangt sein.
Der Katalog verzichtete für zahlreiche Gruppen von Objekten auf eine detaillierte Beschreibung. So ist nur ein einziges Gemälde aus der Sammlung, ein Bildnis von Thomas Parr, im Katalog genannt, die übrigen wurden ohne nähere Angaben als „Bildnisse verschiedener Persönlichkeiten“ aufgeführt.

## Beschaffung der Objekte

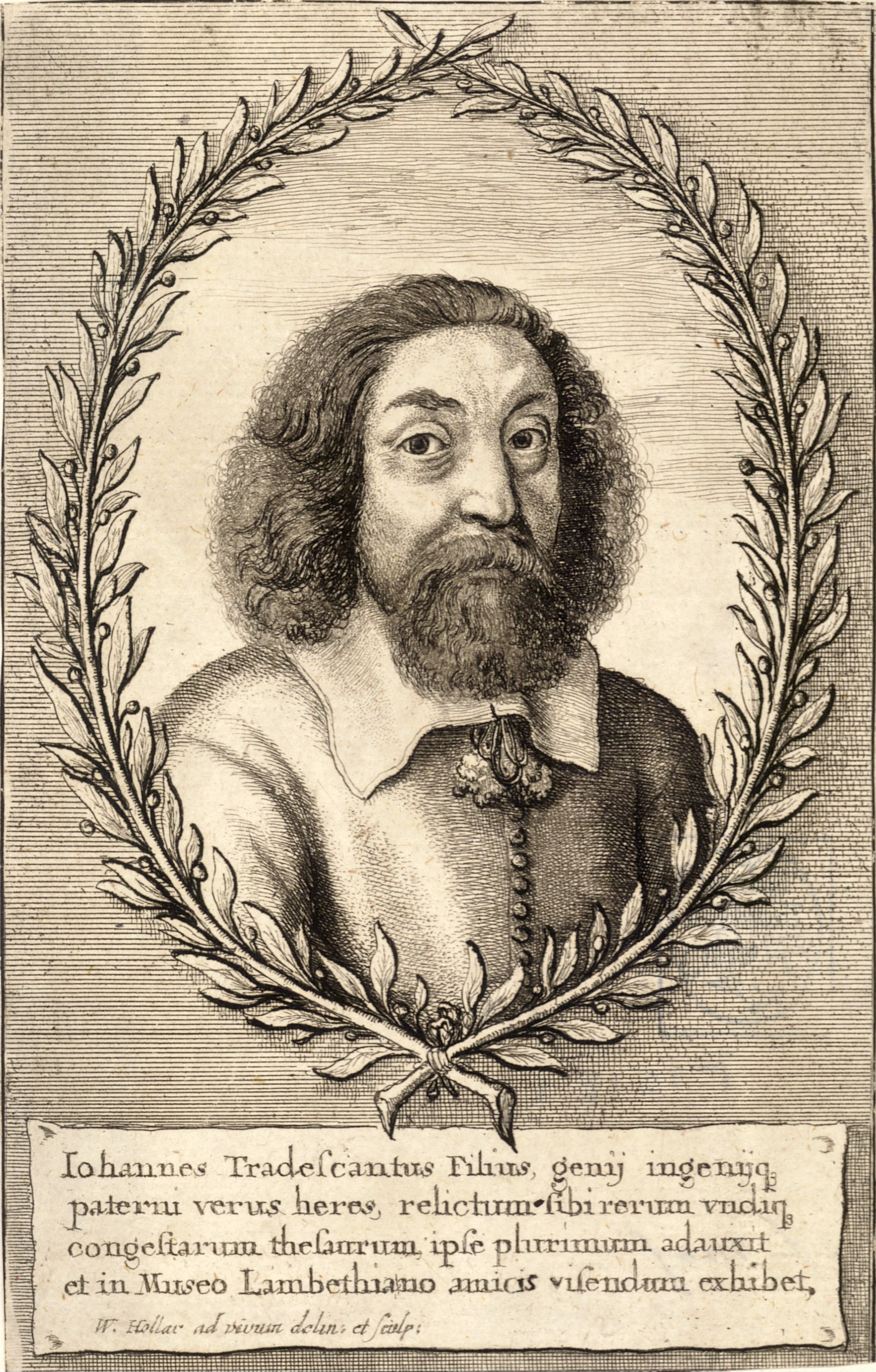
John Tradescant der Jüngere (Stich von Wenzel Hollar, 17. Jahrhundert)

Die Objekte der frühen kirchlichen und fürstlichen Wunderkammern waren meist Geschenke und Gefälligkeiten zugunsten des Sammlers. Mit der zunehmenden Beliebtheit der Wunderkammern und mit der Entwicklung zu großen Sammlungen wurden die Sammlungsgegenstände Handelsobjekte. Um Objekte für die Sammlungen zu beschaffen, gab es für die Sammler zwei Möglichkeiten, selbst auf Reisen zu gehen, oder Objekte von Reisenden zu kaufen. Beides setzte erhebliche Geldmittel voraus, der Kauf zumindest bei exotischen oder tatsächlich seltenen Objekten noch mehr als das Reisen.
John Tradescant der Ältere war ein hervorragender Gärtner und stand nacheinander im Dienst ranghoher Adeliger. Zu seinen Arbeitgebern gehörten zwischen 1609 und 1615 Robert Cecil, 1. Earl of Salisbury und dessen Sohn William Cecil, 2. Earl of Salisbury. John Tradescant reiste zur Beschaffung von Pflanzen für die Gärten seiner Herren wiederholt in die Niederlande und nach Frankreich. In Paris freundete er sich mit dem französischen Hofgärtner Vespasien Robin an, von dem er zahlreiche in England bislang unbekannte Pflanzen erhielt. 1611 besuchte Tradescant Leiden, dessen Universität zu dieser Zeit über ein bedeutendes anatomisches Kabinett verfügte. Tradescant kann den Aufenthalt in der Stadt neben seinen Pflanzenkäufen auch für einen Besuch dieser Sammlung genutzt haben.
Ab 1615 war Tradescant Gärtner des Diplomaten Edward Wotton, 1. Baron Wotton. Durch diese Arbeit hatte er die Möglichkeit zum Kontakt mit Weltreisenden und mit Förderern der englischen Handelsgesellschaften und Niederlassungen in Übersee. John Tradescant der Ältere wurde selbst mit mindestens zwei Anteilsscheinen Teilhaber der Virginia Company, und 1616 mit einer Einlage von 25 Pfund Teilhaber der auch als Bermuda Company bekannten Somers Isles Company, einer Ausgründung der Virginia Company. Er hatte enge Kontakte zu dem englischen Abenteurer John Smith und zu Samuel Argall, der maßgeblich an der Kolonisierung Virginias und an der Entführung von Pocahontas beteiligt war. Im Februar 1617 zahlte Tradescant 25 Pfund für die Überfahrt einer Person nach Virginia, unter Kapitän Argall. Es ist sehr wahrscheinlich, dass er selbst nach Virginia fuhr.
Mit Sir Dudley Digges, einem Teilhaber der Muscovy Company und der Virginia Company of London, und von 1618 bis 1619 Botschafter Englands im Zarentum Russland, reiste er im Juni 1618 in diplomatischer Mission nach Archangelsk. Von dieser Reise brachte Tradescant zahlreiche Pflanzen, aber auch Objekte für seine eigene Sammlung mit. In einem von Tradescant verfassten Reisebericht erwähnt er wiederholt, wie er während der Reise Vögel lebend gefangen und nach ihrem Tod die Bälge präpariert hat. Tradescant war auf der Schiffsreise, die um das Nordkap führte, für die Versorgung mit Proviant zuständig. So hatte er im Unterschied zu dem Rest der Mannschaft viele Gelegenheiten das Schiff zu verlassen. Wiederholt wurde ihm der Landgang gestattet, um die Pflanzen der Gegend zu studieren und Exemplare mitzubringen. Tradescant schilderte in seinem handschriftlichen Bericht Schwierigkeiten beim Transport der Pflanzen. In einem Fall aßen die Schiffsjungen fast alle Beeren von einer neuen Pflanzenart, und bei einer anderen Gelegenheit herrschte an Bord Wasserknappheit, so dass eine Pflanze mit Meerwasser gegossen wurde und zugrunde ging. Eine Reihe von Sammlungsstücken aus der Gruppe der Artificialia, die 1656 im Katalog des Musaeum Tradescantianum aufgeführt waren, stammten möglicherweise von dieser Reise nach Archangelsk. Die Herkunft aus Russland konnte für einen ausgestopften Prachttaucher und für eine Reihe von Pflanzen nachgewiesen werden.
Die Verbindung mit Dudley Digges ist ein Beispiel für die zahlreichen Kontakte, die Tradescant durch seine Sammeltätigkeit aufbauen konnte und zum weiteren Ausbau seiner Sammlung nutzte. Diggins war Direktor, Teilhaber oder Geschäftspartner zahlreicher im Überseegeschäft tätiger Unternehmen, darunter die East India Company, die Virginia Company, die Muscovy Company und die Somers Isles Company. Die weltumspannenden Handelsbeziehungen dieser Gesellschaften halfen beim Austausch der begehrten „Raritäten“, und viele davon gelangten zu Tradescant.
Immer noch im Dienst Wottons, segelte John Tradescant 1620 als Freiwilliger auf einem Schiff der Royal Navy unter dem Kommando von Samuel Argall zur Bekämpfung der Barbaresken nach Nordafrika, möglicherweise kam er dabei bis Konstantinopel. 1622 trat Tradescant in den Dienst von George Villiers, 1. Duke of Buckingham, der auch Lord High Admiral war. 1624 reiste er im Auftrag Buckinghams in die Niederlande, 1625 mit seinem Herrn nach Paris und 1627 zur Belagerung von La Rochelle. Seine von den Reisen in exotische Länder mitgebrachten Pflanzen sind in der botanischen Fachliteratur mehrfach dokumentiert.
Tradescant scheute bei der Erweiterung seiner Sammlung weder das persönliche Risiko, das seinerzeit mit dem Reisen verbunden war, noch das Werben um öffentliche Unterstützung. Aus dem Jahr 1625 ist in den Akten des britischen Nationalarchivs ein Brief an den Marineminister erhalten, in dem er im Namen des Duke of Buckingham um exotische Tiere warb. An verschiedene Händler von der Guinea Company und der Cape Company, darunter Nicholas Crisp, richtete er die Aufforderung, eine Reihe von Naturalia zu besorgen:
- den größten zu beschaffenden Schädel eines Elefanten;
- den größten Kopf eines Flusspferdes und einer Seekuh;
- den Schädel eines Walrosses „mit den Hörnern“;
- die Bälge aller „sonderbaren“ Vögel, die „selten oder unbekannt“ sind;
- alle Arten „sonderbarer“ Fische, darunter „große fliegende Fische“;
- Schlangenhäute, insbesondere solche „mit einem Kamm wie ein Hahn“;
- die größten Muscheln und Schnecken;
- alle Arten von „glänzenden Steinen“, oder solche mit „sonderbaren Formen“ (Edelsteine und Fossilien);
- alle Arten getrockneter Früchte, und was immer an Saaten beschafft werden kann;
- Kleidung, Waffen und Gerätschaften;
- alles „Sonderbare“.

Für das Saatgut war der Hinweis beigegeben, dass die Saaten zwischen den Blättern eines Buchs getrocknet werden sollen. Hier wurde deutlich, dass Tradescant nicht nur Ausstellungsstücke für seine Sammlung erhalten wollte, sondern seinen Aufruf an die Handelsreisenden ebenso für seinen Gärtnerberuf nutzte, wie er auf seinen Reisen als Gärtner nach „Raritäten“ Ausschau hielt. Tradescant sammelte nicht nur für Buckingham, sondern auch für sein eigenes Musaeum, und bis zum Zeitpunkt der Ermordung Buckinghams im Jahr 1628 hatte er eine der bedeutendsten Kuriositätensammlungen Europas zusammengetragen und zahlreiche Kontakte geknüpft. In diesem Jahr erfolgte auch der Umzug der Tradescants nach Lambeth, in jenes Haus, das binnen weniger Jahre als The Ark bekannt wurde.
Ab 1630 stand John Tradescant der Ältere im Dienst von König Karl I. Er war in Oatlands Palace, der Residenz von Karls Gemahlin Henrietta Maria in der Grafschaft Surrey, für die Gärten, den Weinbau und die Seidenraupenzucht verantwortlich. Für den November 1632 ist belegt, dass er sich am Hof Karl I. nach dem „Horn von Einhörnern“ erkundigte, das tatsächlich „die Nase eines Fisches“ und „sehr wertvoll gegen Gift“ sei. Spätestens 1635 erhielt das Musaeum Tradescantianum auch königliche Förderung, als die Sporen und eine Mütze Heinrich VIII. und Gegenstände aus dem Besitz Heinrich VII. aufgrund einer königlichen Verfügung an Tradescant übergeben wurden. In seinem Testament vom 8. Januar 1637 legte John Tradescant fest, dass sein Sohn, wenn er sich von der Sammlung trennen wolle, diese dem König anzubieten habe. John Tradescant der Ältere starb am 15. oder 16. April 1638.
John Tradescant der Jüngere, geboren 1608, wurde mit elf Jahren auf die King’s School in Canterbury geschickt und lernte dort Latein und Griechisch. 1634 wurde er nach mehreren Jahren als Anwärter Freeman der Worshipful Company of Gardeners, der Londoner Livery Company der Gärtner.
1637, 1642 und 1654 reiste er, im Auftrag des Königs oder im Zusammenhang mit Tabakplantagen der Familie, in die englische Kolonie Virginia. Auf diesen Reisen sammelte Tradescant, wie früher sein Vater, seltene Pflanzen und importierte sie erstmals nach Europa. Darüber hinaus brachte er andere Naturalia und Gegenstände der indianischen Bevölkerung wie Waffen und Kleidungsstücke von den Reisen mit. Der Museumsbestand ging dennoch im Wesentlichen auf den älteren Tradescant zurück, von den bedeutenden Stücken der Sammlung lässt sich keines auf den jüngeren Tradescant zurückführen. 1638 übernahm er in Nachfolge seines verstorbenen Vaters das Amt des Gärtners in Oatland Palace.

## Frühe Literatur über dasMusaeum Tradescantianum

### Erste Erwähnung 1629
John Tradescant der Ältere wurde bereits 1629 von dem englischen Arzt und Botaniker John Parkinson in seinem Werk Paradisi in sole. Paradisus terrestris mehrfach als sein „sehr guter Freund“ genannt. Aus dem Zusammenhang wird jedoch nicht klar, ob sich die Zuschreibung „Sucher und Bewahrer aller Raritäten und Varianten der Natur“ auf mehr als seine Tätigkeit als Gärtner bezieht.

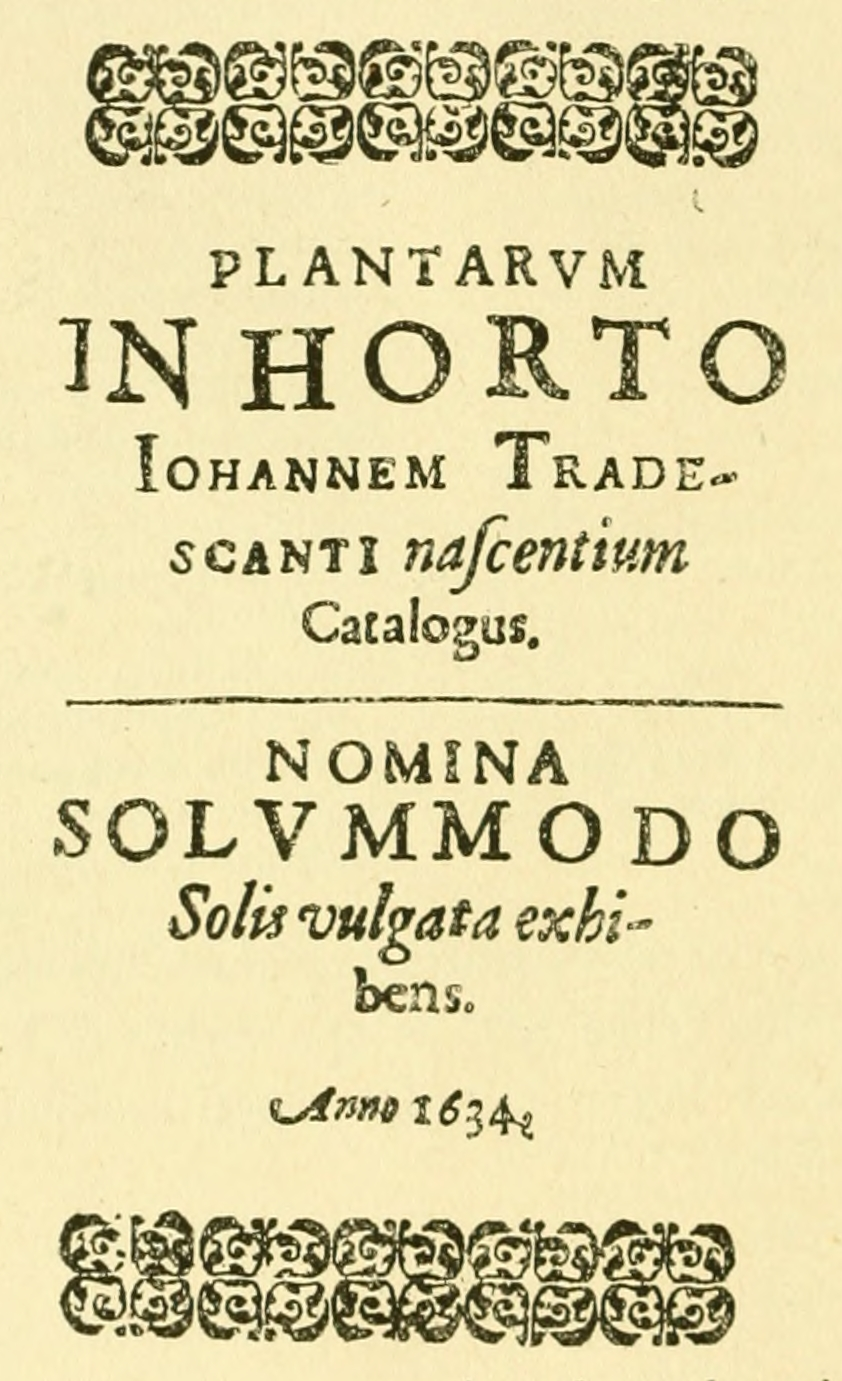
John Tradescant der Ältere: Katalog der Pflanzen von 1634

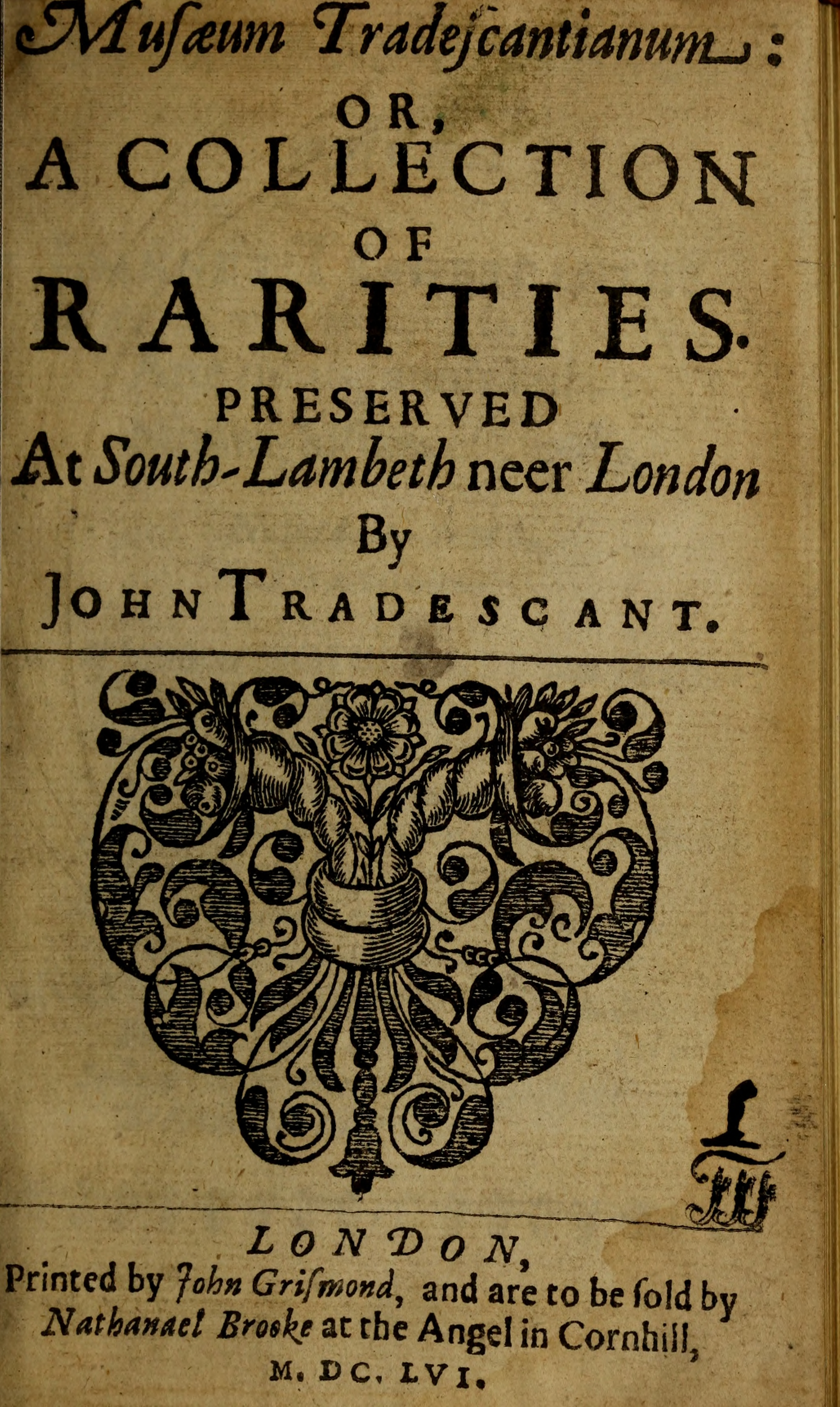
John Tradescant der Jüngere: Musaeum Tradescantianum von 1656

### Führer durch die Pflanzensammlung von 1634
In seinem privaten Reisetagebuch notierte Georg Christoph Stirn 1638, dass im Garten des Musaeum Tradescantianum alle Arten ausländischer Pflanzen seien, ihre Namen wären in einem kleinen Buch enthalten, das Tradescant habe drucken lassen. Dabei handelte es sich um eine Liste von mehr als 750 Pflanzenarten, die 1634 im Garten des Musaeum Tradescantianum in South Lambeth vorhanden waren. Das Buch mit dem Titel Plantarum in horto Johannem Tradescanti nascentium catalogus ist nur in einem einzigen Exemplar in der Bibliothek des Magdalen College in Oxford erhalten. Damit ist es, neben der von John Gerard für seinen Garten in Holborn angelegten Pflanzenliste von 1596, das seltenste gedruckte botanische Werk. Die Erwähnung durch Stirn im Jahr 1638 widerlegt die Auffassung, dass es sich bei dem Buch lediglich um einen unveröffentlichten Probedruck gehandelt haben könnte. Die Erhaltung nur eines einzigen Exemplars wird dadurch erklärbar, dass es sich ungeachtet des lateinischen Titels nicht um ein wissenschaftliches Werk mit den entsprechenden Adressaten handelte, sondern um ein Stück Gebrauchsliteratur für die Museumsbesucher.

### Katalog desMusaeum Tradescantianumvon 1656
Bereits kurz nach dem ersten Besuch des Musaeum Tradescantianum durch Elias Ashmole und Thomas Wharton im Juni 1650 reifte der Plan zur Herausgabe eines Katalogs der Sammlung. Im September 1652 war ein Entwurf von Ashole und Wharton fertiggestellt, die Finanzierung sollte Ashmole übernehmen. Die Veröffentlichung verzögerte sich wegen des Todes von Tradescants Sohn, einer langen Erkrankung Whartons und juristischen Auseinandersetzungen, in die Ashmole verwickelt war, bis 1656. Der schließlich unter dem Namen von John Tradescant dem Jüngeren unter dem Titel Musæum Tradescantianum: Or, A Collection of Rarities Preserved at South-Lambeth neer London by John Tradescant veröffentlichte Katalog des Musaeum Tradescantianum ist die wichtigste Quelle zur Rekonstruktion des Sammlungsbestands. Er gilt als die erste englische Publikation, die einem Museum gewidmet war, und stellt eines der frühesten Zeugnisse der Museumswissenschaft dar.
Der Band beginnt mit den von Wenzel Hollar gefertigten Kupferstichen von Tradescant Vater und Sohn und einigen von Walter Stonehouse (1597–1655) verfassten Anagrammen auf beide. Darauf folgen ein achtseitiges Vorwort von John Tradescant in englischer Sprache, in dem er die Umstände der Veröffentlichung und ihrer Verzögerung darlegt und zwei Seiten Inhaltsverzeichnis. Der erste Hauptteil ist den Raritäten einschließlich ausländischer Früchte, aber ohne lebende Pflanzen gewidmet. Die 72 Seiten dieses ersten Teils sind in 14 Gruppen gegliedert:
1. Vögel und ihre Eier, Schnäbel, Federn, Krallen und Sporne;
2. Vierfüßige Tiere, mit einigen Häuten, Hörnern und Hufen;
3. Verschiedene Sorten sonderbarer Fische, einschließlich Wale;
4. Schalentiere, das schließt Krebstiere, Muscheln und Schnecken ein;
5. Insekten, einschließlich Schlangen;
6. Mineralien, und mit ihnen verwandte Dinge wie Erden, Korallen, Salze, Fossilien, Edelsteine und Gemmen;
7. Ausländische Früchte, einschließlich Saaten, Harze, Wurzeln, Holz und verschiedene Arzneien und Färbemittel;
8. Mechanisches, geschnitzte oder gedrechselte Gegenstände und Malereien;
9. Andere Arten von Raritäten;
10. Waffen;
11. Kleidung und Textilien;
12. Geräte und Haushaltsgegenstände;
13. Numismata, alte und moderne Münzen, aus Gold, Silber und Kupfer, hebräischer, griechischer und römischer Herkunft;
14. Medaillen, aus Gold, Silber, Kupfer und Blei.[88]

Der zweite und umfangreichere Hauptteil umfasst die Seiten 73 bis 178 und trägt die Überschrift XV. Catalogus Plantarum in Horto Johannis Tradescanti, nascentium. Diese Überschrift ähnelt sehr dem Titel der 1634 veröffentlichten Pflanzenliste, doch sind nunmehr statt 768 Pflanzen 1.701 aufgeführt. Im Unterschied zum fast ausschließlich englischsprachigen und thematisch gegliederten ersten Teil sind hier die Pflanzen alphabetisch nach ihren lateinischen Namen aufgeführt. Auf die lateinischen Namen folgt jeweils eine englischsprachige Bezeichnung. Bemerkenswert ist, dass die Benennung fast durchgängig bereits zweiteilige Namen vorsieht, so finden sich Asparagus sativus (Gartenspargel), Clematis Virginiana und Clematis sylvestris (Waldreben), Mentha citrata und Mentha crispa (Minze).
Nur bei den Sammlungsstücken, die von Elias Ashmole oder Thomas Wharton beigetragen wurden, wird die Herkunft durch die Angabe ihrer Namen oder Initialen bei den Beschreibungen erkennbar. Am Ende des Katalogs sind als letztes Kapitel mehr als 100 Personen namentlich aufgeführt, die zu den Sammlungen des Musaeum Tradescantianum beigetragen hatten. Die Liste beginnt mit dem Königspaar und dem Herzog von Buckingham und umfasst neben Vertretern des Adels und Akademikern auch eine große Zahl von Schiffskapitänen und Handelsreisenden. Die Aufstellung ist absteigend nach dem gesellschaftlichen Rang geordnet und nennt in vielen Fällen nur den Familiennamen, so dass für Einträge wie Browne oder Smith vielfach keine Zuordnung möglich war. Bei einigen Namen ist ein Titel angegeben, der 1656 nicht mehr aktuell war. Mehrere derartige Angaben führten zu dem Schluss, dass die Namensliste in den 1630er Jahren entstand und von Ashmole und Wharton unverändert übernommen wurde. Aus heutiger Sicht ist auch bedeutsam, dass die Angaben zu den Förderern des Musaeum Tradescantianum ein Bild der Herrschaftsstruktur wiedergeben, mit dem König an der Spitze, von dem einzelne Sammlungsstücke durch die Hände mehrerer Adeliger und Beamter bis zu den bürgerlichen Tradescants gelangten. Die mehr als 100 namentlich im Katalog genannten Gönner bildeten durch eine Vielzahl verwandtschaftlicher und beruflicher Verbindungen ein dichtes Netzwerk, in dem der Duke of Buckingham die zentrale Position einnahm.
Allen frühen Berichten und Verzeichnissen ist gemeinsam, dass sie auf eine kritische Prüfung der Objekte und ihrer Beschreibungen verzichteten und die Einordnung der Raritäten entsprechend dem Wissen oder vermeintlichen Wissen der Zeit erfolgten. So finden sich in Tradescants Katalog von 1656 eine „Orange von dem Baum auf Sebulons Grab“ und eine Probe von dem „Blut, das im Jahr 1177 zwei Stunden lang wie Regen auf der Isle of Wight niedergegangen“ sei, offenbar Resultat eines natürlichen aber seltenen meteorologischen Phänomens. Weitere Beispiele von aus heutiger Sicht fragwürdigen Deutungen waren der Stoßzahn eines Narwals als das „Horn eines Einhorns“, Paradiesvögel „ohne Beine“, oder ein „biegsames Holz“, bei dem es sich um Guttapercha gehandelt haben dürfte. Ausgenommen sind die nüchternen Beschreibungen der Pflanzen, die in vielen Fällen der botanischen Forschung als Nachweise für die erste Einfuhr exotischer Pflanzen dienten und sich von den meist nur als Manuskript erhaltenen Pflanzenlisten anderer Gärtner der Zeit durch die große Zahl der Pflanzen abheben. Dass Tradescant darum wusste, dass die „Hörner des Einhorns“ in Wirklichkeit vom Narwal stammen, ist überliefert. Der Katalog wirkt in diesem Punkt widersprüchlich und berücksichtigt neue Erkenntnisse wie den überlieferten Aberglauben. So wird das „Horn eines Einhorns“ als Monoceros horne aufgeführt, aber auch die Angabe des Unicornu marinum ist zu finden. Verwechslungen erscheinen ausgeschlossen, da das Rhinoceros und Schwertfische jeweils auf derselben Seite erscheinen.
Die große Bedeutung des Katalogs liegt darin, dass mit den bescheidenen Möglichkeiten der Zeit erstmals ein Versuch unternommen wurde, die Natur in eine umfassende systematische Ordnung zu bringen. Dem Katalog des Musaeum Tradescantianum folgte 1665 in London ein gedruckter Katalog des Repository, der Naturaliensammlung der Royal Society. Diese Veröffentlichung stand mit dem später gescheiterten Versuch der Society in Zusammenhang, eine universelle Systematik der Natur zu entwickeln. Es folgten als Veröffentlichungen über spezialisierte Sammlungen Martin Listers Historia Conchylorium von 1686 und Georg Rumpfs Thesaurus Cochlearum von 1711, eine kleine Anzahl weiterer Versuche Teilbereiche der Natur zu ordnen, und schließlich 1735 Carl von Linnés umfassende Systema Naturae.

### Nach der Schließung
1676 nannte der englische Schriftsteller Izaak Walton das Musaeum Tradescantianum in der fünften Auflage seines Buchs The Compleat Angler. Zum Zeitpunkt seines Besuchs, wahrscheinlich Ende 1674, war die Sammlung bereits im Besitz von Elias Ashmole und nicht mehr öffentlich zugänglich. Walton nannte neben Fischen wie Lippfischen, Papageifisch, Hai, Schwertfisch, und einem nicht zu identifizierenden Giftfisch auch einen Delphin, Salamander, Meergänse, Basstölpel, Paradiesvögel, verschiedene Schlangen, Vogelnester und „viele hundert andere Raritäten“.
Jencquel erwähnt 1727 in seiner Museographia das Musaeum Tradescantianum und auch das Ashmolean Museum nur beiläufig. Er nennt aber das Musaeum, mehr als ein halbes Jahrhundert nach seiner Schließung, „vortrefflich“ und weist auf den herrlichen Garten von „sehr raren“ Gewächsen hin. Bei der Erläuterung des Begriffs Museum nennt er das Musaeum Tradescantianum neben wenigen anderen als ein Beispiel für Museen zur öffentlichen Ausstellung von Objekten, in Abgrenzung von den privaten Wunderkammern. In der Bibliographie, überwiegend von Werken über einzelne Museen, führt Jencquel auch Tradescants Katalog von 1656 auf.
Der Sammlungsbestand des Musaeum Tradescantianum wurde, ohne als solcher genannt zu werden, noch einmal 1685 in einem unveröffentlichten Manuskript als Gründungsbestand des Ashmolean Museum erfasst. 1836 erschien ein von Philip B. Duncan, dem damaligen Kurator des Ashmolean Museum, zusammengestellter Katalog der Bestände, in dem für zahlreiche Stücke die Herkunft aus dem Musaeum Tradescantianum angegeben ist. Erst mehr als drei Jahrhunderte nach der Schließung des Museums versuchte Arthur MacGregor in seiner Magisterarbeit von 1983 einen vollständigen Katalog der noch erhaltenen Sammlungsstücke zu erstellen.

### Belletristik
Der erste Bericht über die Sammlung, von dem englischen Reisenden Peter Mundy, stammt aus dem Jahr 1634. Peter Mundy war ein Handelsreisender, der fast sein ganzes Leben im britischen Weltreich unterwegs war. Seine Aufzeichnungen gerieten über mehr als 200 Jahre in Vergessenheit und wurden erst zwischen 1907 und 1936 in fünf Bänden von der Hakluyt Society veröffentlicht. Mundy kehrte am Morgen des 10. September 1634 von einer sechseinhalbjährigen Indienreise nach London zurück. Er stand bis zum 28. November 1634 mit der Britischen Ostindien-Kompanie in Verhandlungen über seinen Abschied und seine Vergütung für geleistete Dienste. An einem der folgenden Tage, während er sich in London auf die Reise zu seinen Verwandten auf dem Land vorbereitete, besuchte er in Begleitung von zwei Bekannten das Musaeum Tradescantianum.
Robert Herrick spielte in seinen 1648 erschienenen Hesperides in dem Epigramm Upon Madam Ursly auf Tradescants sehenswerte Schnecken an:
For ropes of pearl, first Madam Ursly shows

A chain of corns picked from her ears and toes;

Then, next, to match Tradescant's curious shells,

Nails from her fingers mew'd she shows: what else?

Why then, forsooth, a carcanet is shown

Of teeth, as deaf as nuts, and all her own.
In dem John Cleveland zugeschriebenen und erstmals 1651 gedruckten Spottgedicht Upon Sir Thomas Martin wird auf Tredescant and his ark of novelties Bezug genommen. Das Gedicht muss nach 1648 entstanden sein, da es sich auf einen Sir Thomas Martin bezieht, der 1648 in Cambridge an der Enteignung von Royalisten beteiligt war.
Auch der englische Dichter Thomas Flatman erwähnte noch in seinen 1674 veröffentlichten Spottversen To Mr. Sam. Austin of Wadham Col. Oxon. on his most unintelligible Poems das Musaeum Tradescantianum:
Thus John Tradeskin starves our greedy eyes,

By boxing up his new found Rarities.

## Letzte Jahre desMusaeum Tradescantianum

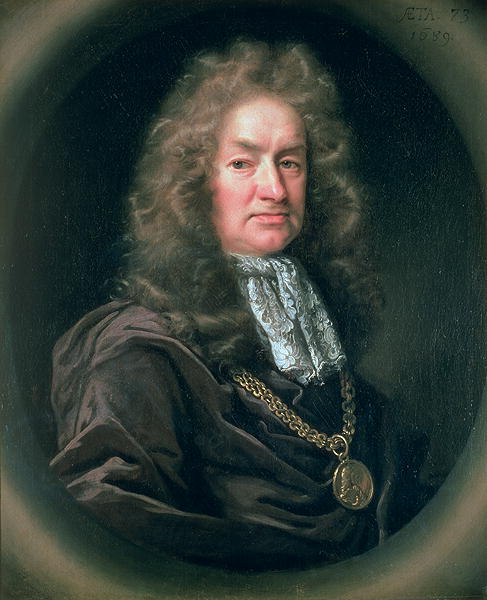
Elias Ashmole, Stifter des Ashmolean Museum (John Riley, Ende 17. Jahrhundert)

Im Juni 1650 war John Tradescant der Jüngere mit Elias Ashmole zusammengetroffen, der in seiner Zeit als einer der gelehrtesten Astrologen und Alchemisten galt. Die beiden freundeten sich an, und Ashmole verbrachte die Zeit von November 1652 bis Januar 1653 mit seiner Ehefrau im Haus der Tradescants. Er verschaffte Tradescant den Auftrag zur Pflege des Kräutergartens der Oxford University und gab den Anstoß und die finanziellen Mittel für die Veröffentlichung des Katalogs 1656. In diesen Jahren wuchs Tradescants Sorge um die Zukunft der Sammlung, da sein einziger Sohn im September 1652 im Alter von 19 Jahren verstorben war und niemand für die Übernahme und Weiterführung des Musaeum bereitstand. Mit einem Schriftstück vom 16. Dezember 1659 übertrug John Tradescant das Eigentum am Musaeum Tradescantianum an Elias Ashmole, die Schenkung sollte mit dem Tod Tradescants wirksam werden.
1661 musste das Musaeum schließen, nachdem für die Sammlung ein Steuerbescheid als Vergnügungsstätte ergangen war. Mit Hilfe der Unterstützung durch Tradescants Freunde konnte erreicht werden, dass der König den Steuerbescheid aufhob und Tradescant von der Steuer befreite, doch das Museum konnte nicht wieder öffnen. John Tradescant starb am 22. April 1662. In seinem notariell beglaubigten Testament vom 4. April 1661 widerrief Tradescant alle früheren Erklärungen und Vermächtnisse und vermachte das Musaeum seiner Ehefrau Hester auf Lebenszeit. Nach dem Tod Hesters sollte es nach deren Ermessen an eine der Universitäten in Oxford oder Cambridge übergehen.

## Übernahme desMusaeumdurch Elias Ashmole
Elias Ashmole focht das Testament am 14. Mai 1662 an. Erst am 18. Mai 1664 kam es zur Gerichtsverhandlung, in der Lordkanzler Edward Hyde Ashmole das Eigentum an Grundstück und Museum zusprach, und bestätigte gleichzeitig das lebenslange Nutzungsrecht für Hester Tradescant. Eine dreiköpfige Prüfungskommission, mit einem Freund und dem Schwiegervater Ashmoles, sollte einen Abgleich des vorhandenen Sammlungsbestands mit dem Katalog von 1656 vornehmen, und Hester Tradescant sollte für alle seit dem 16. Dezember 1659 abhanden gekommenen Sammlungsstücke haften. Hester Tradescant hatte gegenüber Ashmole angegeben, dass ihr Ehemann vor seinem Tod Stücke aus der Sammlung verkauft und andere erworben neu habe, die durch die Schenkung nicht erfasst seien. Darüber hinaus verkaufte Hester Tradescant zumindest im Jahr 1667 wiederholt Sammlungsstücke. Im Oktober 1674 erwarb Ashmole ein an das Musaeum Tradescantianum angrenzendes Haus und ließ sofort Umbauten durchführen, um den verfügbaren Raum zu vergrößern. Bereits am 26. November 1674 konnte er einen Teil der Sammlungen in seinen Besitz bringen. Am 1. Dezember 1674 notierte Ashmole in seinem Tagebuch, dass er damit begonnen habe den Rest der Raritäten in sein Haus zu schaffen.
Hester Tradescant beklagte sich darüber, dass Ashmole ihr die Herausgabe der Sammlung unter Androhung körperlicher Gewalt abverlangt habe, und dass er sie beraubt und um ihr Haus und Grundstück betrogen habe. Doch am 1. September 1676 unterzeichnete sie ein Schriftstück in der Handschrift Ashmoles, in dem sie eingestand dass ihre Anschuldigungen gegen Ashmole unbegründet waren. Ihre Unterschrift wurde von einem Richter und sieben weiteren Personen bezeugt. Am 4. April 1678 wurde sie ertrunken in einem Teich im Garten des Musaeum Tradescantianum aufgefunden. Am 22. April 1678 schrieb Ashmole in sein Tagebuch, dass er „die Gemälde“ aus dem Haus der Tradescants in sein eigenes gebracht habe. Wenige Wochen später besichtigte der Vizekanzler der Oxford University die Sammlung in Ashmoles Haus in South Lambeth.
Ashmole besaß nun die komplette Sammlung, das Haus und das Grundstück. Er präsentierte die Sammlung nicht öffentlich, sondern machte sie nur seinen gelehrten Kollegen zugänglich. Nachdem er die Gewalt über den Nachlass erhalten hatte, scheint Ashmole sorgfältig alle Unterlagen des Musaeum Tradescantianum vernichtet zu haben. So war lange Zeit nicht ein einziges handgeschriebenes Schriftstück von einem der Tradescants bekannt. Erst im frühen 19. Jahrhundert wurde in den Manuskripten des Ashmolean Museum ein bis dahin nicht identifizierter handschriftlicher Bericht des älteren Tradescants über seine Russland-Reise 1618 entdeckt. Das Vorgehen Ashmoles hatte auch zur Folge, dass Gemälde des Musaeum Tradescantianum, einschließlich der meisten Darstellungen der Tradescants, bis heute keinem Maler sicher zugeordnet werden können.

## Ashmolean Museum

### Übergabe der Sammlung an die Oxford University

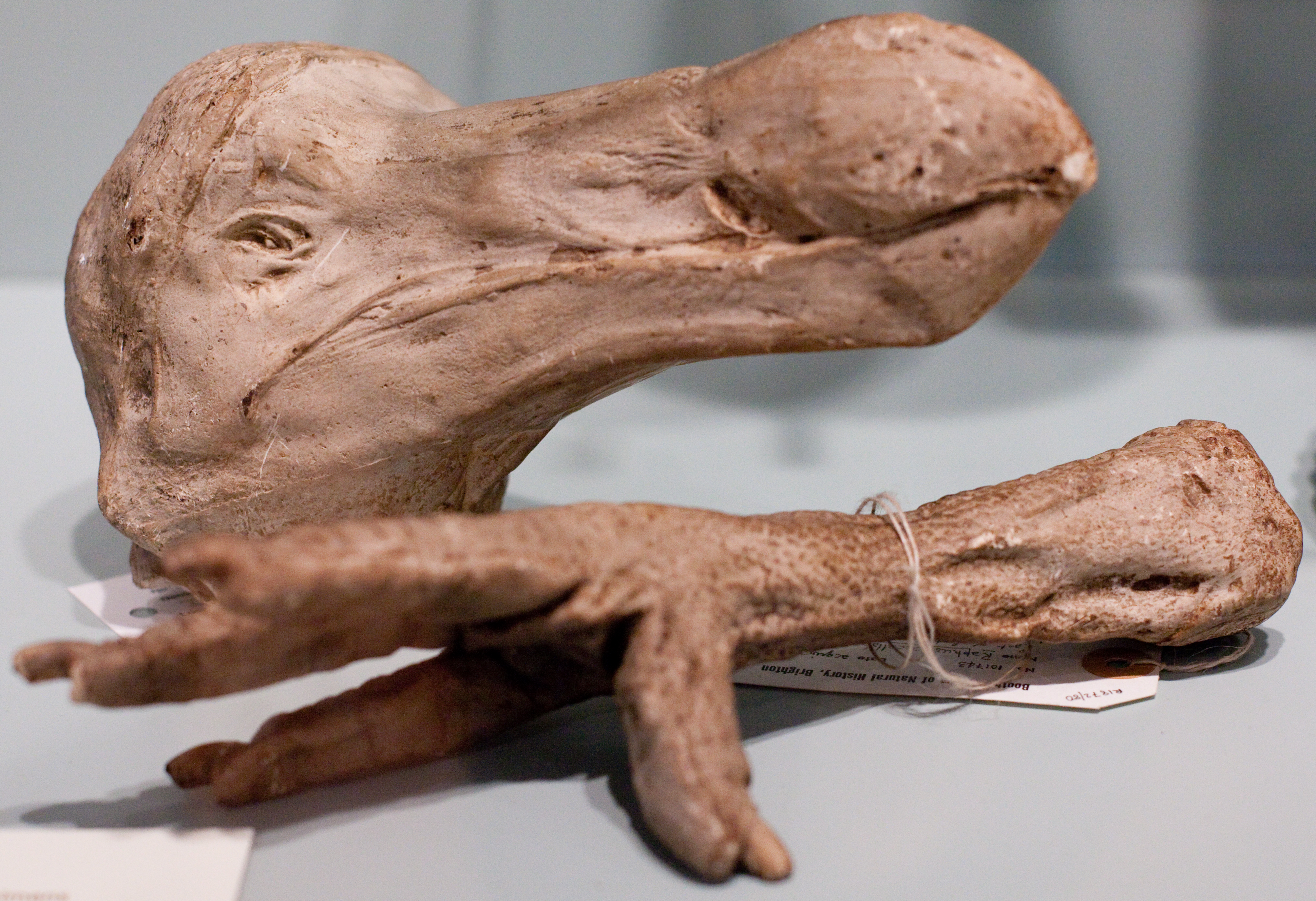
Abguss der Überreste des Dodo im Ashmolean Museum (Booth Museum of Natural History, Brighton, England)

Erste Hinweise auf die beabsichtigte Übereignung der Sammlung des Musaeum Tradescantianum an die Oxford University liegen aus dem Jahr 1670 vor. Elias Ashmole übereignete die Sammlung, einschließlich seiner eigenen Bibliothek, schließlich im Oktober 1677 der Oxford University und knüpfte an die Übergabe die Bedingung, ein eigenes Gebäude für die Sammlung zu errichten. Die Sammlung ergänzte er mit einigen Stücken aus seiner eigenen Sammeltätigkeit, doch der größte Teil seiner eigenen Sammlung, darunter die komplette Bibliothek und alle Silbermünzen, ging am 26. Januar 1679 durch ein Feuer in seinem Haus in London verloren. Erhalten blieben die Goldmünzen und seine Manuskripte, die Ashmole mit dem Bestand des Musaeum Tradescantianum in South Lambeth aufbewahrt hatte. Die Grundsteinlegung für das Museum erfolgte am 15. Mai 1679. Für eine Beteiligung Christopher Wrens an Planung und Ausführung des Baus gibt es keine Beweise, er wird heute dem Architekten Thomas Wood zugeschrieben.
Nach der Fertigstellung des Ashmolean Museum im März 1683 wurde die Sammlung in 26 Kisten verpackt zunächst per Schiff und anschließend in zwölf Wagenladungen von South Lambeth nach Oxford transportiert. Das bis Anfang Mai von Robert Plot eingerichtete Museum wurde am 21. Mai 1683 zunächst dem Duke of York, später Jakob II. von England, und weiteren hohen Würdenträgern vorgestellt. Am 24.&Mai folgte eine geschlossene Veranstaltung für die Doktoren und Magister der Oxford University, und schließlich die Öffnung für das Publikum. Die Sammlung des Musaeum Tradescantianum bildete den Grundstock des Museums.
1685 wurde für das Ashmolean Museum ein Katalog des Bestands in lateinischer Sprache erstellt, aber nicht veröffentlicht. Ein zweihundert Jahre später durchgeführter Vergleich des Katalogs des Musaeum Tradescantianum von 1656 mit dem Katalog von 1685 offenbarte, dass es sich bei dem neueren Katalog im Grunde nur um eine in den Beschreibungen erweiterte Fassung handelte. Der Bestand des Ashmolean Museum stammte mit wenigen Ausnahmen aus dem Musaeum Tradescantianum.
Das Ashmolean Museum war das erste naturwissenschaftliche Museum das in einem eigens für diesen Zweck errichteten Gebäude untergebracht war. Im Erdgeschoss des Gebäudes befanden sich eine Empfangshalle, ein Vorlesungssaal und ein Chemielabor. Die Sammlung des Musaeum Tradescantianum befand sich in einem eigenen Raum von etwa 17 × 7,60 Metern im Obergeschoss. Als erster Kurator war bis 1690 der Naturforscher und Chemiker Robert Plot eingesetzt, auf ihn folgte von 1690 bis 1709 Edward Lhuyd, der wie sein Vorgänger ein bedeutender Archäologe war. Ihre Bezahlung und die der weiteren Angestellten des Museums wurde lange Zeit ausschließlich aus den erhobenen Eintrittsgeldern bestritten. Sowohl die Konzeption des Gebäudes als auch die Berufung eines bedeutenden Naturwissenschaftlers zeigten Ashmoles Intentionen. Er wollte aus dem Musaeum als einer Kuriositätensammlung zur Befriedigung der Neugier ein Instrument wissenschaftlicher Forschung machen und es in die Strukturen der Universität einbinden. Damit stellte er das Museum in Konkurrenz zur Bodleian Library, einer der bedeutendsten Bibliotheken und Handschriftensammlungen seiner Zeit.

### Verfall der Sammlung

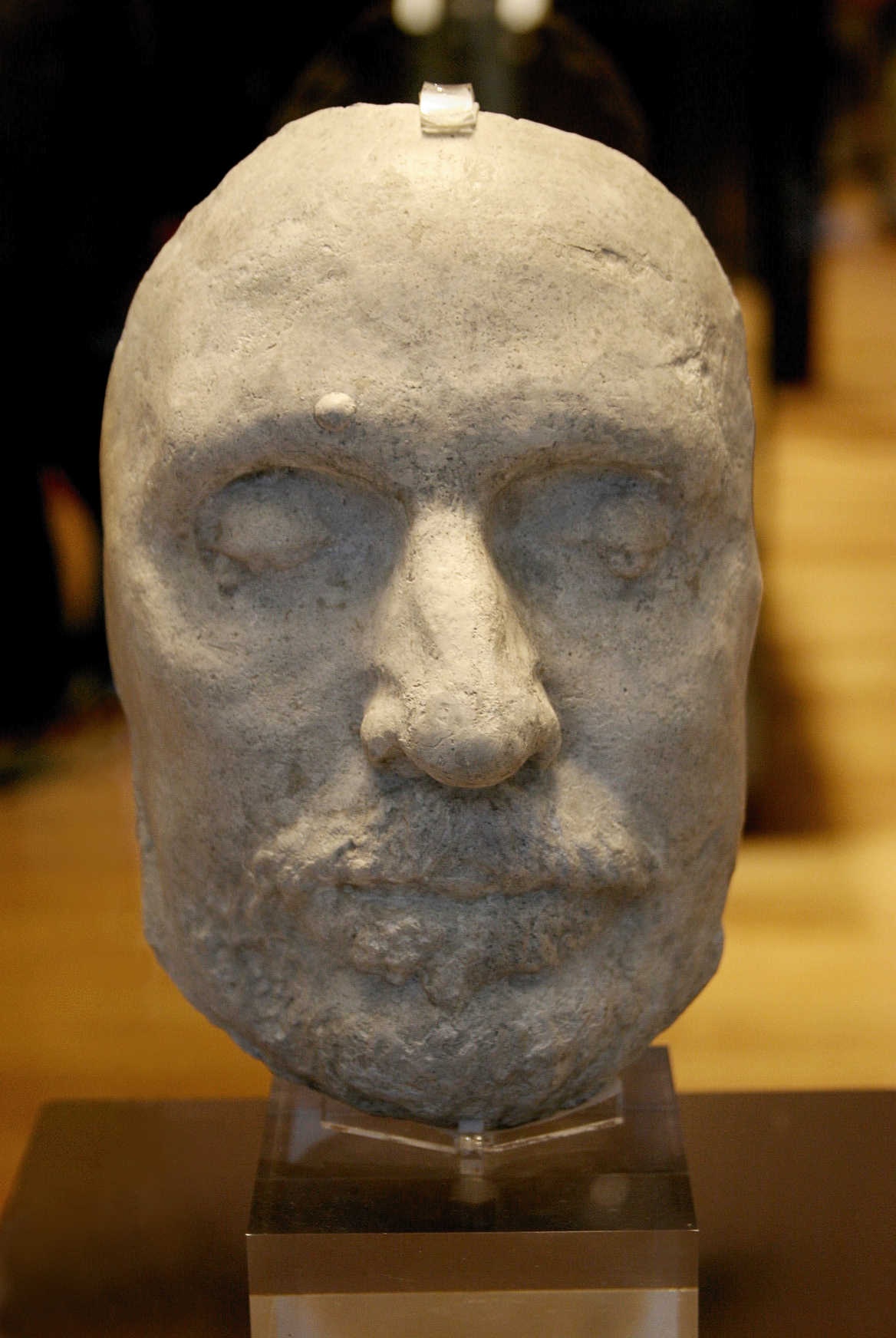
Totenmaske Oliver Cromwells, Ashmolean Museum

Im ersten Jahrhundert nach der Eröffnung des Ashmolean Museum gingen zahlreiche Sammlungsstücke aus dem Musaeum Tradescantianum verloren. Dabei spielte auch eine Rolle, dass die Taxidermie im 17. Jahrhundert noch neu war. So wurden der ausgestopfte Dodo und viele weitere Stücke aus dem alten Naturalienbestand des Musaeum Tradescantianum durch Schimmel und Tierfraß zerstört. Nach der jährlichen Besichtigung der Sammlung durch den Vizekanzler der Oxford University im Januar 1755 wurden zahlreiche beschädigte Stücke aus der Ausstellung zurückgezogen, darunter der größte Teil der Vögel, Eier und Insekten. Erhalten geblieben sind von dem Dodo nur der mumifizierte Kopf mit dem Schnabel und ein Bein. 1825 erklärte Philip B. Boyd, der damalige Kurator des Ashmolean Museum, dass von den zoologischen Präparaten die Stücke aus Tradescants Sammlung, mit Ausnahme der Knochen und Hörner, schon lange vergangen seien. Fast alle Vögel stammten von ihm selbst, seinem Bruder und Amtsvorgänger John Shute Duncan, oder ihren Freunden. Andererseits wies er darauf hin, dass fast alle Fische und Reptilien aus dem Bestand des alten Musaeum Tradescantianum stammten.
Die mangelnde Wertschätzung für die Objekte aus dem Musaeum Tradescantianum wurde auch offenbar, als ein Mitglied des Royal Archaeological Institute 1881 den Zustand der archäologischen Sammlungen der Oxford University beklagte. Er berichtete, dass wertvolle Objekte aus Silber, Bernstein und Achat, die bereits im Katalog von 1656 aufgeführt waren, zusammen mit archäologischen Funden anderer Herkunft in einer Kiste jahrelang ungesichert in einem leicht zugänglichen Anbau des Museums gelagert worden waren. Von Dutzenden Einzelstücken indianischer Herkunft aus Virginia, die Tradescant 1656 in seinem Katalog aufgeführt hatte, konnten am Anfang des 20. Jahrhunderts nur noch neun nachgewiesen werden. Auch das indianische Kanu und der Bestand an Kleidung der Virginia-Algonkin und grönländischer Inuit sind bis auf wenige Stücke wie Powhatans Umhang verloren.

### Austausch mit anderen Museen
Große Teile der Sammlung, soweit sie noch erhalten waren, wurden an andere Museen der Oxford University abgegeben. 1855 wurde der Bestand an naturhistorischen Objekten des Ashmolean Museum dem neu gegründeten Oxford University Museum of Natural History übergeben, das betraf fast alle erhaltenen Objekte des Musaeum Tradescantianum aus diesem Bereich. 1860 folgte die Münzsammlung, sie kam in die Bodleian Library. Schließlich gingen 1886 Dutzende der völkerkundlichen Exponate an das Pitt Rivers Museum, einschließlich der meisten verbliebenen Objekte aus dem Musaeum Tradescantianum, während das Ashmolean Museum der Archäologie gewidmet wurde und im Gegenzug Objekte aus anderen Sammlungen erhielt.
In seiner Antrittsrede als Kurator des Ashmolean Museum äußerte Arthur Evans bereits 1884 die Absicht, für die erhalten gebliebenen Ausstellungsstücke des Musaeum Tradescantianum einen eigenen Bereich zu schaffen, ein Museum in Museo. 1886 waren die erhaltenen Reste in drei Vitrinen im Erdgeschoss untergebracht, wenig später wurde ein großer Teil davon an das Pitt Rivers Museum abgegeben.

### Zusammenführung der verbliebenen Sammlungsstücke
1909 gab das Ashmolean Museum einen gedruckten Führer durch das Museum heraus. In der Einleitung wurde die Rolle der John Tradescants gewürdigt, die Geschichte des Musaeum Tradescantianum dargestellt und die Übernahme der Sammlung durch Elias Ashmole kurz geschildert. Zu diesem Zeitpunkt war im Museum im ersten Obergeschoss ein Bereich um den Treppenaufgang, die Tradescant Lobby, für die übriggebliebenen Stücke aus dem Musaeum Tradescantianum reserviert. Der Museumsführer wies bei einer Reihe von Objekten auf ihre Herkunft aus dem Musaeum der Tradescants hin.
Am 22. Mai 1978 wurde im Ashmolean Museum der Tradescant Room eröffnet, in dem die im Bestand des Ashmolean Museum erhaltenen Objekte des Musaeum Tradescantianum an einem Ort versammelt sind. In der Gestaltung dieses Bereichs wurde angestrebt, mit modernen Mitteln den Eindruck eines Museums des 17. Jahrhunderts entstehen zu lassen. Die Fenster des alten Ashmolean Museum in der Broad Street wurden anhand eines zeitgenössischen Kupferstichs und historischer Fotos aus dem 19. Jahrhundert nachgebildet. Für die Gestaltung der Einrichtung dienten Möbel aus dem frühen 17. Jahrhundert als Vorlage.
Während der von 2006 bis 2009 durchgeführten Umbauarbeiten im Ashmolean Museum wurden 137 ehemalige Sammlungsstücke aus dem Musaeum Tradescantianum an das benachbarte Museum of the History of Science, dem Old Ashmolean ausgeliehen.

## Erhaltene Objekte
Im Rahmen der an der Durham University erstellten Magisterarbeit von Arthur MacGregor, dem umfassendsten Werk zur Geschichte des Musaeum Tradescantianum und des Ashmolean Museum, entstanden Kataloge der bis heute erhaltenen Stücke aus dem Musaeum Tradescantianum. Darin werden 441 einzelne Objekte aufgeführt, die überwiegend bereits im Katalog von 1656 genannt wurden. Zu den bedeutendsten gehören:
- Naturalia:
  - Dodo, der mumifizierte Kopf mit dem Schnabel und ein Lauf, in der Zoologischen Sammlung des Oxford University Museum of Natural History;[39][149]
- Gemälde und Stiche aus dem 17. Jahrhundert, darunter
  - mehr als ein Dutzend Porträts der Tradescants, einschließlich der hier gezeigten Gemälde und Stiche. Die Original-Druckplatten der Stiche von Wenzel Hollar, die für den Museumskatalog von 1656 verwendet wurden, befinden sich in der Bodleian Library;[64][58][150]
  - eine Darstellung Thomas Parrs, im Ashmolean Museum,[151] ein ähnliches Gemälde befindet sich in der National Portrait Gallery;[58][152][153]
  - ein Bild von Queen Elizabeth Woodville, zwei ähnliche Darstellungen befinden sich im Queens’ College in Cambridge und im Windsor Castle;[154]
- Historisches:
  - ein Paar Steigbügel und weitere Gegenstände, aus dem Besitz Heinrich VIII.;[155]
  - die Totenmaske Oliver Cromwells, möglicherweise jene Form, von der die zahlreichen existierenden Masken abgenommen wurden;[156]
- Ethnologie:
  - geschnitzte chinesische Figuren aus Elfenbein, 17. Jahrhundert;
  - gedrechselte durchbrochene und ineinander verschachtelte Sphären aus Elfenbein deutscher und chinesischer Herkunft;[157][158][159]
  - wenige indianische Kleidungsstücke, dabei der als Powhatan’s Mantle bezeichnete Umhang des Häuptlings Wahunsonacock[160][51],[47] ein Mantel aus Rentierleder kanadischer Herkunft;[142] und die Virginia Purse, eine reich mit Muscheln verzierte Gürteltasche der Algonkin, alle im Ashmolean Museum;[161][162]
  - drei Tomahawks nordamerikanischer Herkunft, im Ashmolean Museum;[163]
  - ein Kanu aus Birkenrinde der Mi'kmaq, mit 173 Zentimetern Länge offenbar ein Spielzeug, befindet sich im Pitt Rivers Museum;[53]
  - ein grönländisches Kajak-Paddel im Pitt Rivers Museum, drei weitere 1685 noch im Ashmolean Museum vorhandene Paddel und ein Kajak sind verloren[164]

## Verbleib von Haus und Grundstück

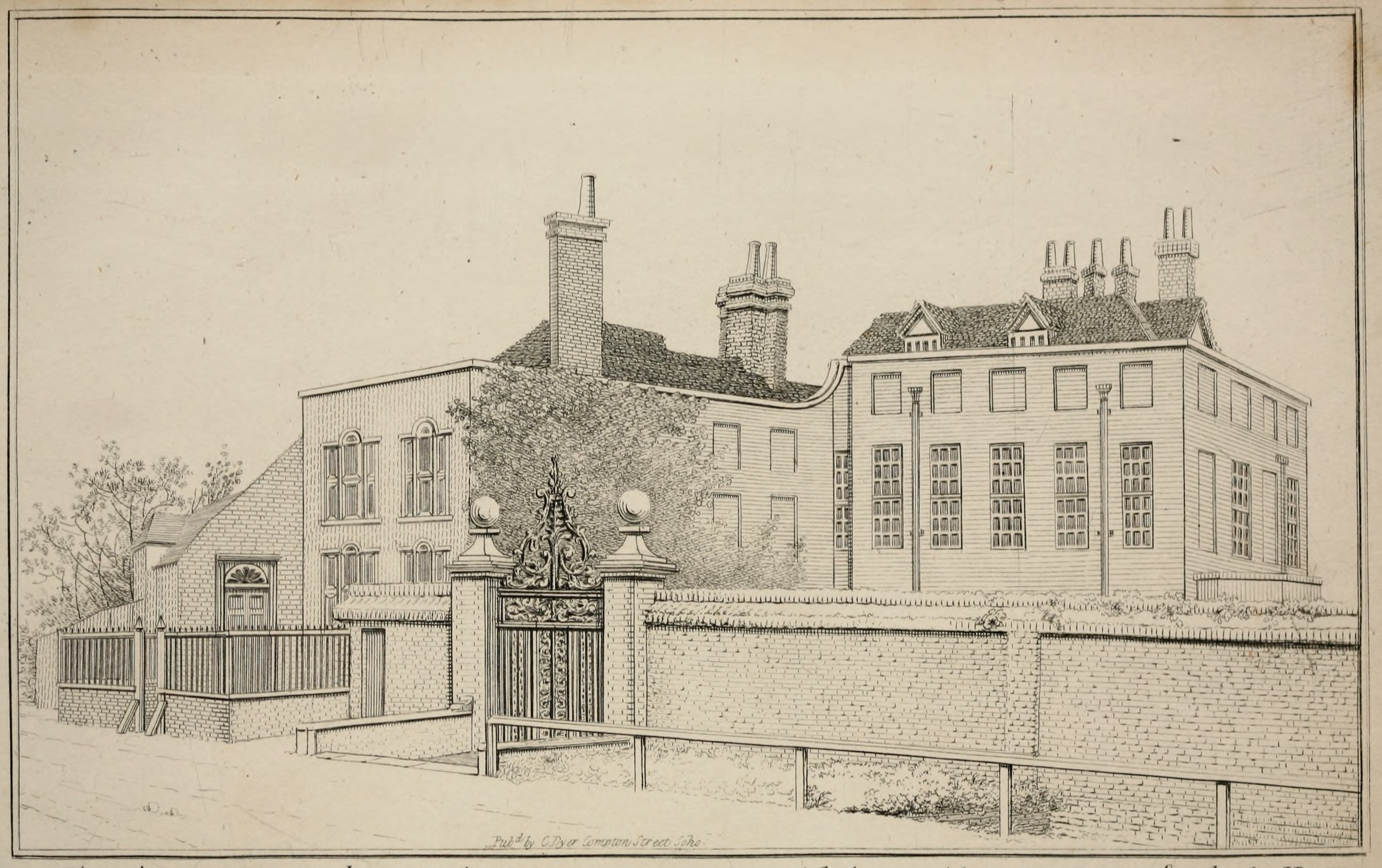
„Turret House“ und „Stamford House“ in South Lambeth, um 1825

In dem ehemaligen Museumsgebäude lebte Hester Tradescant bis zu ihrem Tod 1678. Spätestens ab 1680 bewohnte Elias Ashmole zumindest zeitweise das Gebäude. Nach dem Tod Ashmoles, 1692, gingen Haus und Grundstück an Ashmoles Erben über. 1749 suchten zwei Botaniker das Anwesen auf und fanden noch eine Reihe exotischer Pflanzen im Garten vor, einschließlich mehrerer sehr alter Bäume, die ungewöhnlich gut gediehen und von denen einige bereits in der Pflanzenliste des Musaeum Tradescantianum von 1634 aufgeführt waren.
Das Haus wurde im 18. und 19. Jahrhundert wiederholt umgebaut und mit Anbauten versehen, so dass die ursprüngliche Einteilung in Wohnbereich und Museum in der Mitte des 19. Jahrhunderts nicht mehr nachvollzogen werden konnte. Die Erben Ashmoles teilten das Grundstück und das Gebäude auf und verkauften es stückweise. Der ältere Teil des Gebäudes war unter dem Namen Stamford House bekannt. Der Londoner Antiquar, Bibliothekar und Archivar Andrew Coltée Ducarel verbrachte von 1773 bis 1785 die letzten Jahre seines Lebens dort. Um 1850 wurde das Gebäude von J. A. Fulton, dem Inhaber einer nahegelegenen Gewürzmühle bewohnt. Der neuere Teil erhielt den Namen Turret House. Es wurde 1760 an John Small verkauft, 1809 lebte dort Charles Bedford und um 1850 James Thorne, einer der Inhaber der Thorne Brewery. Das Haus verfiel im Laufe der Zeit und der Garten verwilderte. Im Februar 1881 wurden Haus und Grundstück als Teil des Nachlasses von Thorne versteigert, das Gebäude wurden abgerissen. Später wurde die Fläche überbaut, der ursprüngliche Standort des Musaeum Tradescantianum liegt heute an der Tradescant Road und der South Lambeth Road.

## Öffentliches Andenken

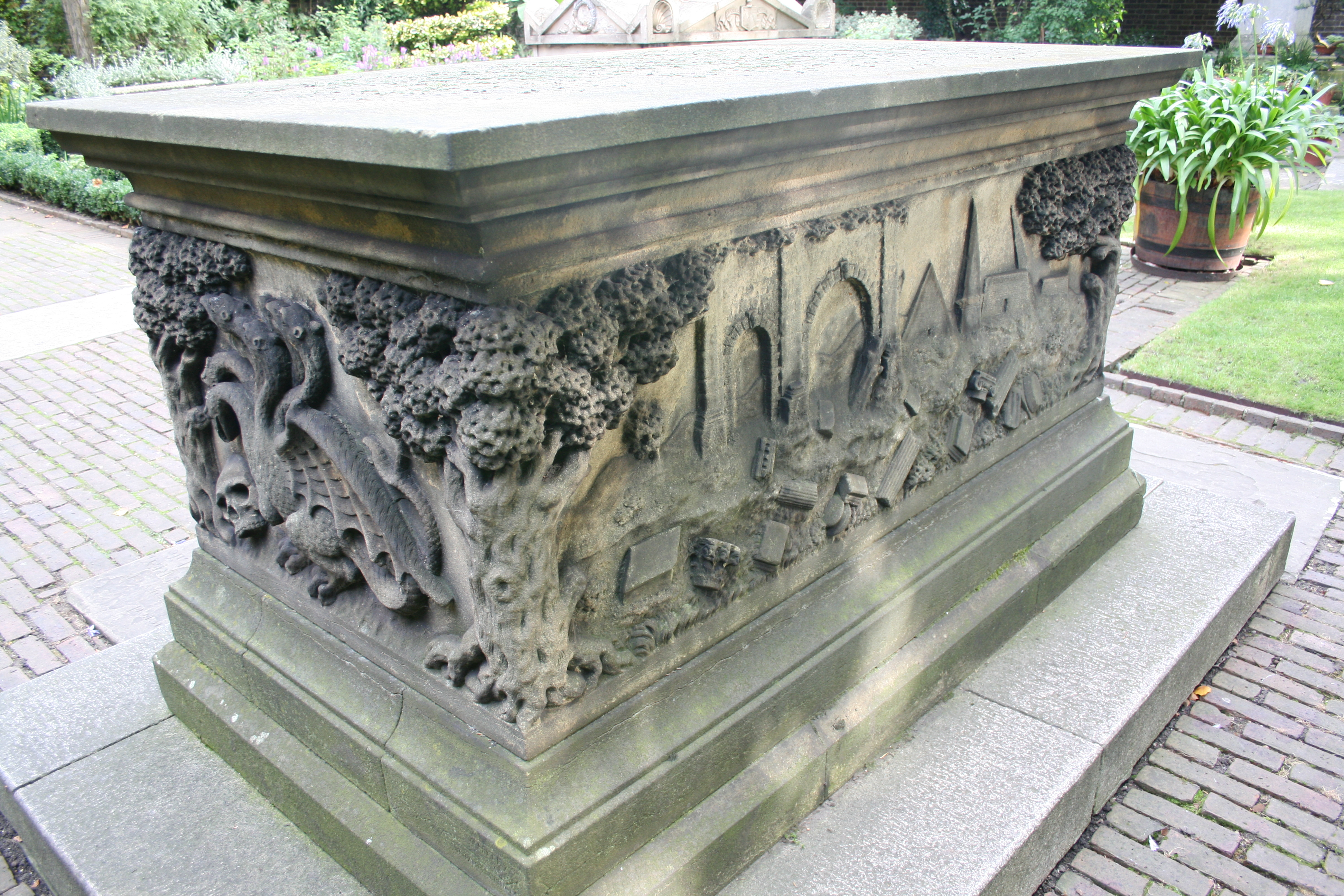
Grab der Familie Tradescant, mit ungewöhnlichen Reliefs

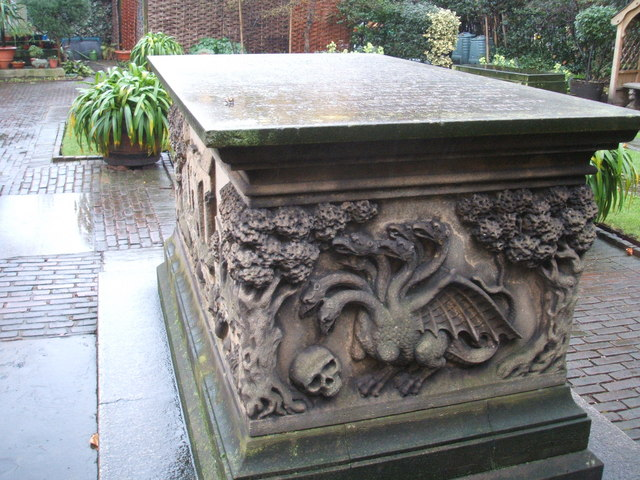
Grab der Tradescants, Stirnseite mit Totenschädel und siebenköpfiger Hydra

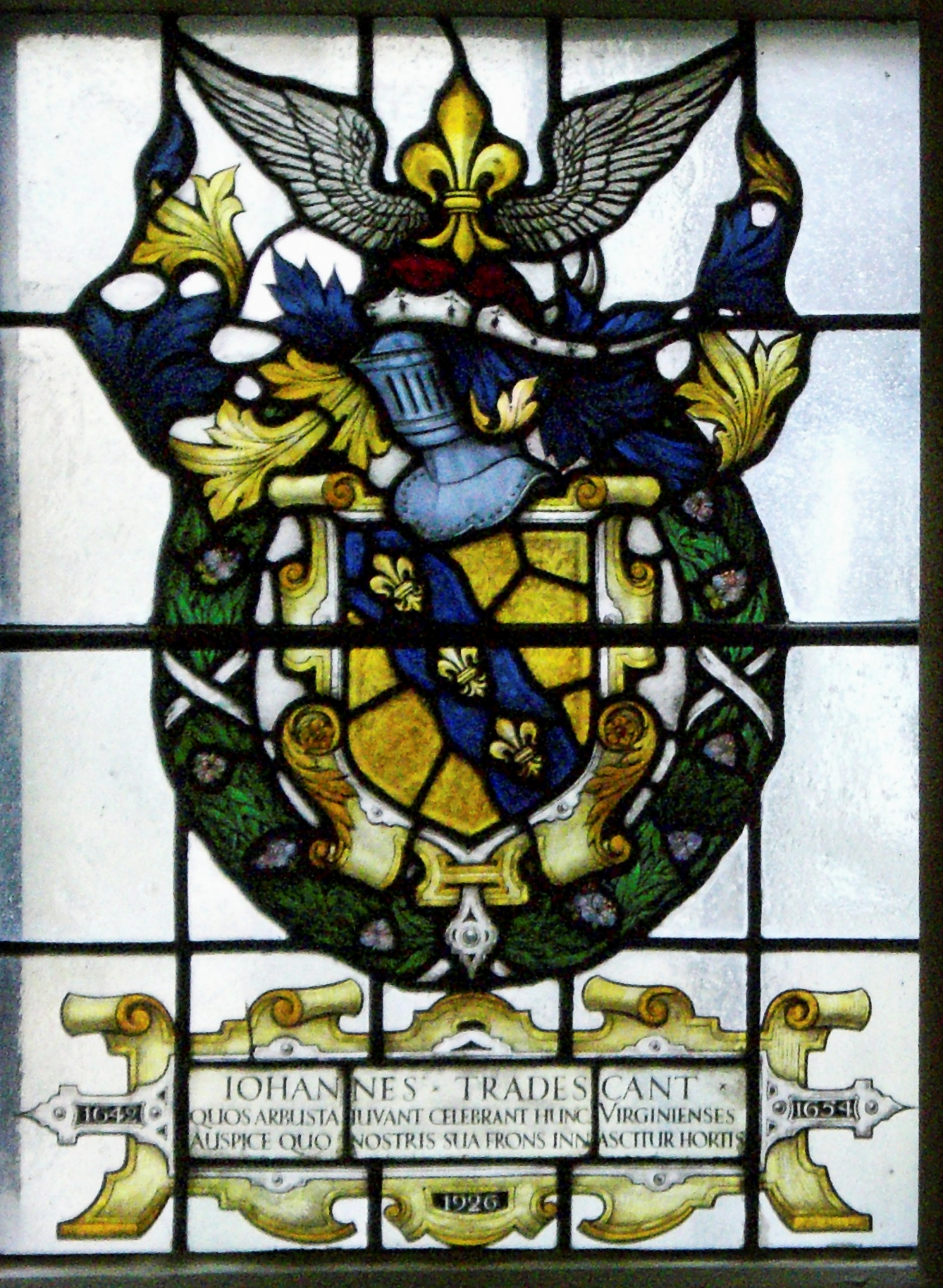
Glasfenster mit dem Wappen von John Tradescant dem Älteren, im Old Ashmolean Building, Oxford

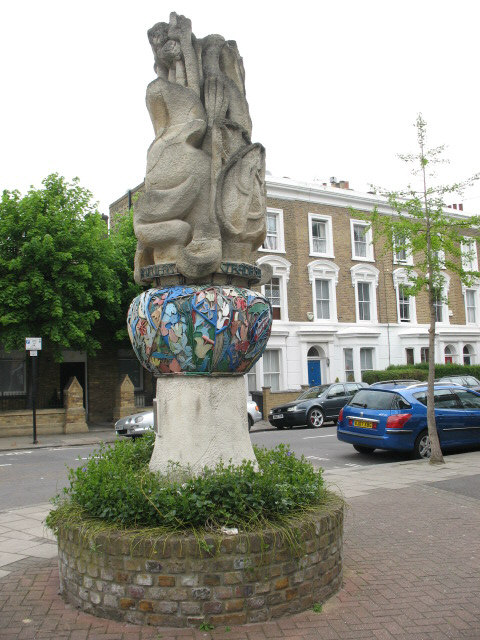
Skulptur vor der Kirche St. Stephens in Stockwell

Das Grab der Familie Tradescant, mit den beiden John Tradescants sind deren Ehefrauen und der jung verstorbene dritte John Tradescant hier begraben, befindet sich an der Themse auf dem Friedhof der früheren Kirche St. Mary-at-Lambeth in North Lambeth. Es war seinerzeit eines der ersten Grabmale für bedeutende Persönlichkeiten, das nicht innerhalb einer Kirche, sondern im Freien gelegen war. Der Sarkophag aus Sandstein ist an allen Seiten mit Reliefs verziert, die sich auf die Tradescants und ihr Lebenswerk beziehen und bei späteren Restaurierungen gegenüber der ersten Ausführung leicht verändert wurden. An den Ecken sind Bäume dargestellt. Die Stirnseiten zeigen das Wappen der Tradescants und eine siebenköpfige Hydra mit einem Totenschädel. Auf den Seitenflächen sind antike Gebäude und „Kuriositäten“ dargestellt, darunter ein Krokodil.
Der Deckel des Sarkophags trug 1662 nur eine schlichte Inschrift:
This monument was erected at the charge of Hester

Tradescant, the relict of John Tradescant, late

deceased, who was buried the 25th of April 1662.
Das Grab wurde 1773 und 1853 restauriert, für die Finanzierung wurde öffentlich um Spenden geworben. Auf dem Deckel wurde anlässlich der Restaurierung 1773 eine Inschrift zur Erinnerung an die Tradescants angebracht, das Gedicht nimmt auf die Sammlung und auf die gärtnerische Tätigkeit der Tradescants Bezug:
„Know, stranger, ere thou pass, beneath this stone

Lie John Tradescant, grandsire, father, son:

The last dy'd in his spring; the other two

Liv'd till they had travelled art and nature thro',

As by their choice collections may appear,

Of what is rare in land, in seas, in air;

Whilst they (as Homer's Iliad in a nut)

A world of wonders in one closet shut.

These famous antiquarians that had been.

Both gardiners to the Rose and Lilly Queen,

Transplanted now themselves, sleep here; and when

Angels shall with their trumpets awaken men.

And fire shall purge the world, these hence shall rise,

And change their garden for a paradise.“
Bei der Restaurierung 1853 wurde der Deckel des Sarkophags erneuert, die Ausführung von 1773 befindet sich heute im Ashmolean Museum. Die Kirche St. Mary-at-Lambeth sollte 1976 abgerissen werden. Bürger der Gemeinde gründeten daraufhin den Tradescant Trust und konnten mithilfe von Spenden und öffentlichen Mitteln die Renovierung und den Erhalt der Kirche sichern. Das ehemalige Kirchengrundstück an der Lambeth Road ist heute, auch in Erinnerung an die Tradescants, Sitz des Garden Museum.
Die Erinnerung an die beiden John Tradescants ist vorrangig die Erinnerung an zwei herausragende Gärtner und Botaniker. Bereits in der Mitte des 18. Jahrhunderts wurde die Pflanzengattung Tradescantia nach ihnen benannt, zu der auch einige Zimmerpflanzen gehören. Das Musaeum Tradescantianum war für lange Zeit vergessen, erst seit der Mitte des 19. Jahrhunderts wurde seine Rolle und die der Tradescants bei der Gründung des Ashmolean Museum hervorgehoben. Am 17. Mai 1927 wurden im Treppenhaus des Oxford University Museum of Natural History, des Old Ashmolean Building, vier Glasfenster eingeweiht, die die Familienwappen von Elias Ashmole, Christopher Wren, Robert Plot und John Tradescant zeigen.
Vor der Kirche St. Stephen im Londoner Stadtteil Stockwell, an der Ecke Wilkinson Street und St Stephen’s Terrace, wurde 1988 eine Skulptur zur Erinnerung an die Tradescants aufgestellt. Das Denkmal aus Stahl und Beton wurde von der Bildhauerin Hilary Cartmel geschaffen. Es wurde aus Spenden von Bürgern und Mitteln der staatlichen Kunstförderung finanziert und von dem Botaniker und Umweltschützer David Bellamy enthüllt. Der Standort befindet sich in unmittelbarer Nähe zum früheren Sitz des Musaeum Tradescantianum.